# Kia Motors
Pour les articles homonymes, voir Kia.
Kia, anciennement, Kia Motors, est un constructeur automobile sud-coréen, créé en 1944. Ses usines sont implantées en Corée du Sud (à Sohari, Hwasung et Gwangju), aux États-Unis (dans l'État de Géorgie), en Chine (à Yancheng) ainsi qu'en Slovaquie (à Žilina).

## Histoire
Fondée en décembre 1944 via la société Kyungsung Precision Industry, un fabricant de tubes en acier et de composants pour bicyclettes, Kia fabrique sa première bicyclette le samcholli-ho, en 1951. Ce modèle reste en production pendant neuf ans. En 1952, Kyungsung Precision Industry prend le nom de Kia Industries.
En 1961, Kia lance sa première motocyclette, la C-100 et trois mois plus tard le triporteur K-360. Il faut attendre neuf ans pour que Kia se lance dans la fabrication d'automobiles sous la marque Asia Motors, en 1971, en assemblant la Fiat 124 sous licence pour le marché de la Corée du Sud. En 1973, Kia réalise son premier moteur essence pour automobiles. En 1974, Asia Motors devient Kia Motors Company et lance la première voiture de sa propre conception qu'il exporte à partir de 1975. Trois ans plus tard, Kia lance son premier moteur Diesel et en 1976, il commence la production sous licence des modèles Fiat 132 et Peugeot 604.
Les années 1980 marquent un tournant de l'entreprise avec le lancement d'un petit fourgon, le Bongo, puis Kia s'associe avec le japonais Mazda pour la construction d'un véhicule pour l'agriculture. En 1986, un nouvel actionnaire entre au capital de Kia, Ford, qui fait fabriquer par Kia son modèle Ford Festiva dans l'usine coréenne pour ensuite l'exporter vers les États-Unis.
En 1997, après une période faste qui lui permet une expansion rapide, Kia plonge dans une profonde crise qui touche tout le Sud-Est asiatique. Kia est déclarée en banqueroute et elle est rachetée le 29 mars 1999 par son principal concurrent, Hyundai Motor.
Kia Motors Company est actuellement le plus ancien constructeur automobile de Corée. Kia emploie plus de 32 000 personnes sur douze sites de production à travers le monde.
La première syllabe « Ki » du mot Kia signifie « se révéler au monde ». La seconde syllabe « A » est la première lettre du mot Asie. Donc, Kia signifie « l'Asie se révèle au monde ».
En 2021, Kia Motors devient Kia.
En 2023, le chiffre d'affaires de la société s'élève à 247 millions d'euros.

### Chiffres de vente
| Année | Ventes mondiales du constructeur Kia | Ventes mondiales du constructeur Kia | Ventes mondiales du constructeur Kia | Ventes mondiales du constructeur Kia | Ventes mondiales du constructeur Kia | Ventes mondiales du constructeur Kia | Ventes mondiales du constructeur Kia | Ventes mondiales du constructeur Kia | Ventes mondiales du constructeur Kia | Ventes mondiales du constructeur Kia | Ventes mondiales du constructeur Kia | Ventes mondiales du constructeur Kia | Ventes mondiales du constructeur Kia | Ventes mondiales du constructeur Kia | Ventes mondiales du constructeur Kia | Ventes mondiales du constructeur Kia | Ventes mondiales du constructeur Kia | Ventes mondiales du constructeur Kia | Ventes mondiales du constructeur Kia | Ventes mondiales du constructeur Kia | Ventes mondiales du constructeur Kia | Ventes mondiales du constructeur Kia | Ventes mondiales du constructeur Kia | Ventes mondiales du constructeur Kia | Ventes mondiales du constructeur Kia | Ventes mondiales du constructeur Kia | Ventes mondiales du constructeur Kia | Ventes mondiales du constructeur Kia | Ventes mondiales du constructeur Kia | Ventes mondiales du constructeur Kia | Ventes mondiales du constructeur Kia | Ventes mondiales du constructeur Kia | Ventes mondiales du constructeur Kia | Ventes mondiales du constructeur Kia | Ventes mondiales du constructeur Kia | Ventes mondiales du constructeur Kia | Ventes mondiales du constructeur Kia | Ventes mondiales du constructeur Kia | Ventes mondiales du constructeur Kia | Ventes mondiales du constructeur Kia | Ventes mondiales du constructeur Kia | Ventes mondiales du constructeur Kia | Ventes mondiales du constructeur Kia | Ventes mondiales du constructeur Kia | Ventes mondiales du constructeur Kia | Ventes mondiales du constructeur Kia | Ventes mondiales du constructeur Kia | Ventes mondiales du constructeur Kia | Ventes mondiales du constructeur Kia | Ventes mondiales du constructeur Kia | Ventes mondiales du constructeur Kia | Ventes mondiales du constructeur Kia | Ventes mondiales du constructeur Kia | Ventes mondiales du constructeur Kia | Ventes mondiales du constructeur Kia | Ventes mondiales du constructeur Kia | Ventes mondiales du constructeur Kia | Ventes mondiales du constructeur Kia | Ventes mondiales du constructeur Kia | Ventes mondiales du constructeur Kia | Ventes mondiales du constructeur Kia | Ventes mondiales du constructeur Kia |
| ----- | ------------------------------------ | ------------------------------------ | ------------------------------------ | ------------------------------------ | ------------------------------------ | ------------------------------------ | ------------------------------------ | ------------------------------------ | ------------------------------------ | ------------------------------------ | ------------------------------------ | ------------------------------------ | ------------------------------------ | ------------------------------------ | ------------------------------------ | ------------------------------------ | ------------------------------------ | ------------------------------------ | ------------------------------------ | ------------------------------------ | ------------------------------------ | ------------------------------------ | ------------------------------------ | ------------------------------------ | ------------------------------------ | ------------------------------------ | ------------------------------------ | ------------------------------------ | ------------------------------------ | ------------------------------------ | ------------------------------------ | ------------------------------------ | ------------------------------------ | ------------------------------------ | ------------------------------------ | ------------------------------------ | ------------------------------------ | ------------------------------------ | ------------------------------------ | ------------------------------------ | ------------------------------------ | ------------------------------------ | ------------------------------------ | ------------------------------------ | ------------------------------------ | ------------------------------------ | ------------------------------------ | ------------------------------------ | ------------------------------------ | ------------------------------------ | ------------------------------------ | ------------------------------------ | ------------------------------------ | ------------------------------------ | ------------------------------------ | ------------------------------------ | ------------------------------------ | ------------------------------------ | ------------------------------------ | ------------------------------------ | ------------------------------------ | ------------------------------------ |
| Année | 2 000 000                            |                                      |                                      |                                      |                                      | 2 100 000                            |                                      |                                      |                                      |                                      | 2 200 000                            |                                      |                                      |                                      |                                      | 2 300 000                            |                                      |                                      |                                      |                                      | 2 400 000                            |                                      |                                      |                                      |                                      | 2 500 000                            |                                      |                                      |                                      |                                      | 2 600 000                            |                                      |                                      |                                      |                                      | 2 700 000                            |                                      |                                      |                                      |                                      | 2 800 000                            |                                      |                                      |                                      |                                      | 2 900 000                            |                                      |                                      |                                      |                                      | 3 000 000                            |                                      |                                      |                                      |                                      |                                      | 3 100 000                            |                                      |                                      |                                      |                                      | 3 200 000                            |
| 2010  | 2 089 355                            | 2 089 355                            | 2 089 355                            | 2 089 355                            | 2 089 355                            |                                      |                                      |                                      |                                      |                                      |                                      |                                      |                                      |                                      |                                      |                                      |                                      |                                      |                                      |                                      |                                      |                                      |                                      |                                      |                                      |                                      |                                      |                                      |                                      |                                      |                                      |                                      |                                      |                                      |                                      |                                      |                                      |                                      |                                      |                                      |                                      |                                      |                                      |                                      |                                      |                                      |                                      |                                      |                                      |                                      |                                      |                                      |                                      |                                      |                                      |                                      |                                      |                                      |                                      |                                      |                                      |                                      |
| 2011  | 2 478 959                            | 2 478 959                            | 2 478 959                            | 2 478 959                            | 2 478 959                            | 2 478 959                            | 2 478 959                            | 2 478 959                            | 2 478 959                            | 2 478 959                            | 2 478 959                            | 2 478 959                            | 2 478 959                            | 2 478 959                            | 2 478 959                            | 2 478 959                            | 2 478 959                            | 2 478 959                            | 2 478 959                            | 2 478 959                            | 2 478 959                            | 2 478 959                            | 2 478 959                            | 2 478 959                            |                                      |                                      |                                      |                                      |                                      |                                      |                                      |                                      |                                      |                                      |                                      |                                      |                                      |                                      |                                      |                                      |                                      |                                      |                                      |                                      |                                      |                                      |                                      |                                      |                                      |                                      |                                      |                                      |                                      |                                      |                                      |                                      |                                      |                                      |                                      |                                      |                                      |                                      |
| 2012  | 2 710 017                            | 2 710 017                            | 2 710 017                            | 2 710 017                            | 2 710 017                            | 2 710 017                            | 2 710 017                            | 2 710 017                            | 2 710 017                            | 2 710 017                            | 2 710 017                            | 2 710 017                            | 2 710 017                            | 2 710 017                            | 2 710 017                            | 2 710 017                            | 2 710 017                            | 2 710 017                            | 2 710 017                            | 2 710 017                            | 2 710 017                            | 2 710 017                            | 2 710 017                            | 2 710 017                            | 2 710 017                            | 2 710 017                            | 2 710 017                            | 2 710 017                            | 2 710 017                            | 2 710 017                            | 2 710 017                            | 2 710 017                            | 2 710 017                            | 2 710 017                            | 2 710 017                            | 2 710 017                            |                                      |                                      |                                      |                                      |                                      |                                      |                                      |                                      |                                      |                                      |                                      |                                      |                                      |                                      |                                      |                                      |                                      |                                      |                                      |                                      |                                      |                                      |                                      |                                      |                                      |                                      |
| 2013  | 2 746 643                            | 2 746 643                            | 2 746 643                            | 2 746 643                            | 2 746 643                            | 2 746 643                            | 2 746 643                            | 2 746 643                            | 2 746 643                            | 2 746 643                            | 2 746 643                            | 2 746 643                            | 2 746 643                            | 2 746 643                            | 2 746 643                            | 2 746 643                            | 2 746 643                            | 2 746 643                            | 2 746 643                            | 2 746 643                            | 2 746 643                            | 2 746 643                            | 2 746 643                            | 2 746 643                            | 2 746 643                            | 2 746 643                            | 2 746 643                            | 2 746 643                            | 2 746 643                            | 2 746 643                            | 2 746 643                            | 2 746 643                            | 2 746 643                            | 2 746 643                            | 2 746 643                            | 2 746 643                            | 2 746 643                            | 2 746 643                            |                                      |                                      |                                      |                                      |                                      |                                      |                                      |                                      |                                      |                                      |                                      |                                      |                                      |                                      |                                      |                                      |                                      |                                      |                                      |                                      |                                      |                                      |                                      |                                      |
| 2014  | 2 907 757                            | 2 907 757                            | 2 907 757                            | 2 907 757                            | 2 907 757                            | 2 907 757                            | 2 907 757                            | 2 907 757                            | 2 907 757                            | 2 907 757                            | 2 907 757                            | 2 907 757                            | 2 907 757                            | 2 907 757                            | 2 907 757                            | 2 907 757                            | 2 907 757                            | 2 907 757                            | 2 907 757                            | 2 907 757                            | 2 907 757                            | 2 907 757                            | 2 907 757                            | 2 907 757                            | 2 907 757                            | 2 907 757                            | 2 907 757                            | 2 907 757                            | 2 907 757                            | 2 907 757                            | 2 907 757                            | 2 907 757                            | 2 907 757                            | 2 907 757                            | 2 907 757                            | 2 907 757                            | 2 907 757                            | 2 907 757                            | 2 907 757                            | 2 907 757                            | 2 907 757                            | 2 907 757                            | 2 907 757                            | 2 907 757                            | 2 907 757                            | 2 907 757                            |                                      |                                      |                                      |                                      |                                      |                                      |                                      |                                      |                                      |                                      |                                      |                                      |                                      |                                      |                                      |                                      |
| 2017  | 2 746 188                            | 2 746 188                            | 2 746 188                            | 2 746 188                            | 2 746 188                            | 2 746 188                            | 2 746 188                            | 2 746 188                            | 2 746 188                            | 2 746 188                            | 2 746 188                            | 2 746 188                            | 2 746 188                            | 2 746 188                            | 2 746 188                            | 2 746 188                            | 2 746 188                            | 2 746 188                            | 2 746 188                            | 2 746 188                            | 2 746 188                            | 2 746 188                            | 2 746 188                            | 2 746 188                            | 2 746 188                            | 2 746 188                            | 2 746 188                            | 2 746 188                            | 2 746 188                            | 2 746 188                            | 2 746 188                            | 2 746 188                            | 2 746 188                            | 2 746 188                            | 2 746 188                            | 2 746 188                            | 2 746 188                            | 2 746 188                            |                                      |                                      |                                      |                                      |                                      |                                      |                                      |                                      |                                      |                                      |                                      |                                      |                                      |                                      |                                      |                                      |                                      |                                      |                                      |                                      |                                      |                                      |                                      |                                      |
| 2020  | 2 610 000                            | 2 610 000                            | 2 610 000                            | 2 610 000                            | 2 610 000                            | 2 610 000                            | 2 610 000                            | 2 610 000                            | 2 610 000                            | 2 610 000                            | 2 610 000                            | 2 610 000                            | 2 610 000                            | 2 610 000                            | 2 610 000                            | 2 610 000                            | 2 610 000                            | 2 610 000                            | 2 610 000                            | 2 610 000                            | 2 610 000                            | 2 610 000                            | 2 610 000                            | 2 610 000                            | 2 610 000                            | 2 610 000                            | 2 610 000                            | 2 610 000                            | 2 610 000                            | 2 610 000                            | 2 610 000                            |                                      |                                      |                                      |                                      |                                      |                                      |                                      |                                      |                                      |                                      |                                      |                                      |                                      |                                      |                                      |                                      |                                      |                                      |                                      |                                      |                                      |                                      |                                      |                                      |                                      |                                      |                                      |                                      |                                      |                                      |                                      |
| 2021  | 2 777 056                            | 2 777 056                            | 2 777 056                            | 2 777 056                            | 2 777 056                            | 2 777 056                            | 2 777 056                            | 2 777 056                            | 2 777 056                            | 2 777 056                            | 2 777 056                            | 2 777 056                            | 2 777 056                            | 2 777 056                            | 2 777 056                            | 2 777 056                            | 2 777 056                            | 2 777 056                            | 2 777 056                            | 2 777 056                            | 2 777 056                            | 2 777 056                            | 2 777 056                            | 2 777 056                            | 2 777 056                            | 2 777 056                            | 2 777 056                            | 2 777 056                            | 2 777 056                            | 2 777 056                            | 2 777 056                            | 2 777 056                            | 2 777 056                            | 2 777 056                            | 2 777 056                            | 2 777 056                            | 2 777 056                            | 2 777 056                            | 2 777 056                            |                                      |                                      |                                      |                                      |                                      |                                      |                                      |                                      |                                      |                                      |                                      |                                      |                                      |                                      |                                      |                                      |                                      |                                      |                                      |                                      |                                      |                                      |                                      |
| 2022  | 2 903 619                            | 2 903 619                            | 2 903 619                            | 2 903 619                            | 2 903 619                            | 2 903 619                            | 2 903 619                            | 2 903 619                            | 2 903 619                            | 2 903 619                            | 2 903 619                            | 2 903 619                            | 2 903 619                            | 2 903 619                            | 2 903 619                            | 2 903 619                            | 2 903 619                            | 2 903 619                            | 2 903 619                            | 2 903 619                            | 2 903 619                            | 2 903 619                            | 2 903 619                            | 2 903 619                            | 2 903 619                            | 2 903 619                            | 2 903 619                            | 2 903 619                            | 2 903 619                            | 2 903 619                            | 2 903 619                            | 2 903 619                            | 2 903 619                            | 2 903 619                            | 2 903 619                            | 2 903 619                            | 2 903 619                            | 2 903 619                            | 2 903 619                            | 2 903 619                            | 2 903 619                            | 2 903 619                            | 2 903 619                            | 2 903 619                            | 2 903 619                            | 2 903 619                            |                                      |                                      |                                      |                                      |                                      |                                      |                                      |                                      |                                      |                                      |                                      |                                      |                                      |                                      |                                      |                                      |
| 2023  | 3 085 771                            | 3 085 771                            | 3 085 771                            | 3 085 771                            | 3 085 771                            | 3 085 771                            | 3 085 771                            | 3 085 771                            | 3 085 771                            | 3 085 771                            | 3 085 771                            | 3 085 771                            | 3 085 771                            | 3 085 771                            | 3 085 771                            | 3 085 771                            | 3 085 771                            | 3 085 771                            | 3 085 771                            | 3 085 771                            | 3 085 771                            | 3 085 771                            | 3 085 771                            | 3 085 771                            | 3 085 771                            | 3 085 771                            | 3 085 771                            | 3 085 771                            | 3 085 771                            | 3 085 771                            | 3 085 771                            | 3 085 771                            | 3 085 771                            | 3 085 771                            | 3 085 771                            | 3 085 771                            | 3 085 771                            | 3 085 771                            | 3 085 771                            | 3 085 771                            | 3 085 771                            | 3 085 771                            | 3 085 771                            | 3 085 771                            | 3 085 771                            | 3 085 771                            | 3 085 771                            | 3 085 771                            | 3 085 771                            | 3 085 771                            | 3 085 771                            | 3 085 771                            | 3 085 771                            | 3 085 771                            | 3 085 771                            | 3 085 771                            |                                      |                                      |                                      |                                      |                                      |                                      |

## Modèles d'automobile

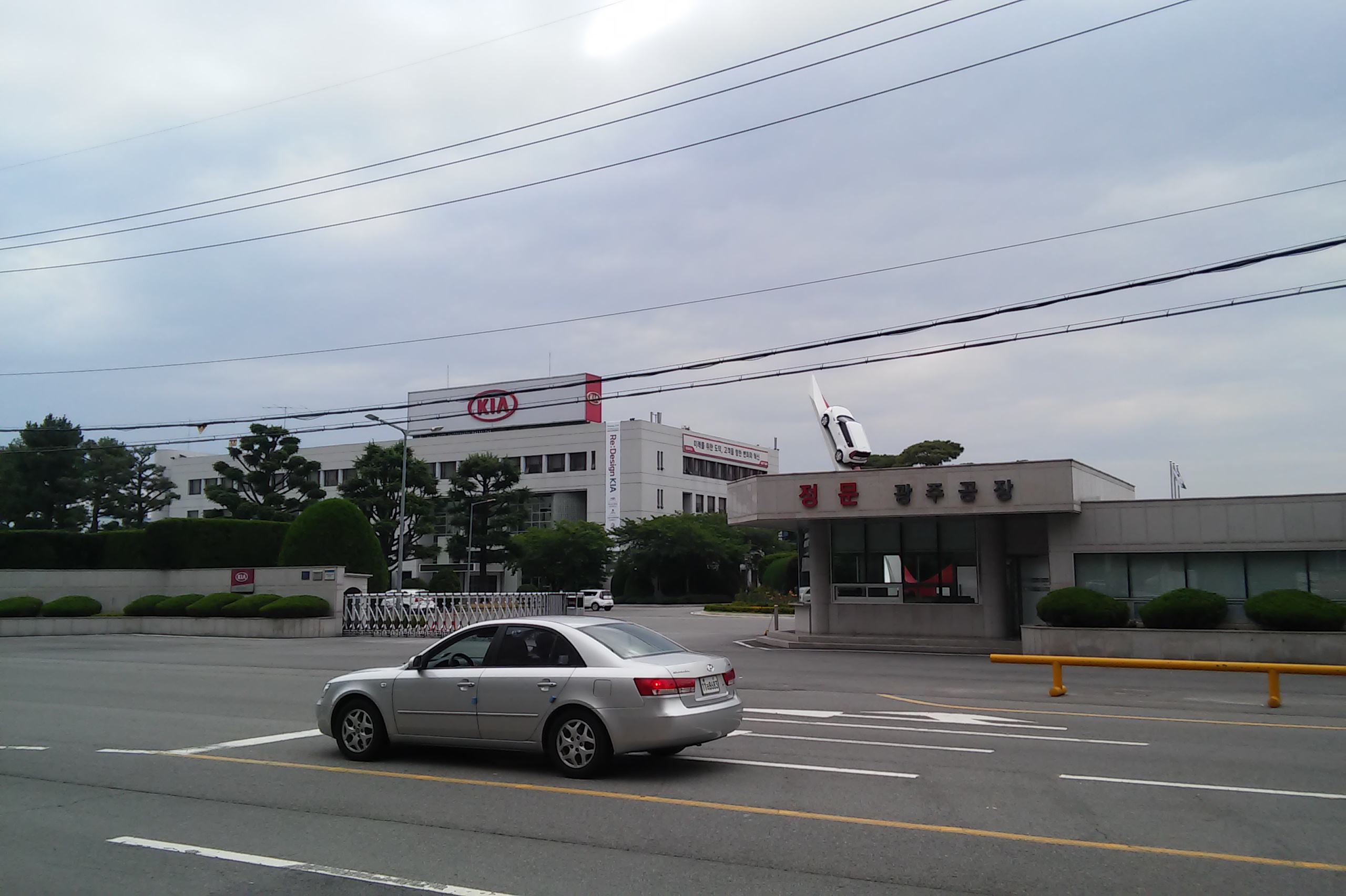
Usine de Kia Motors en Corée du Sud.

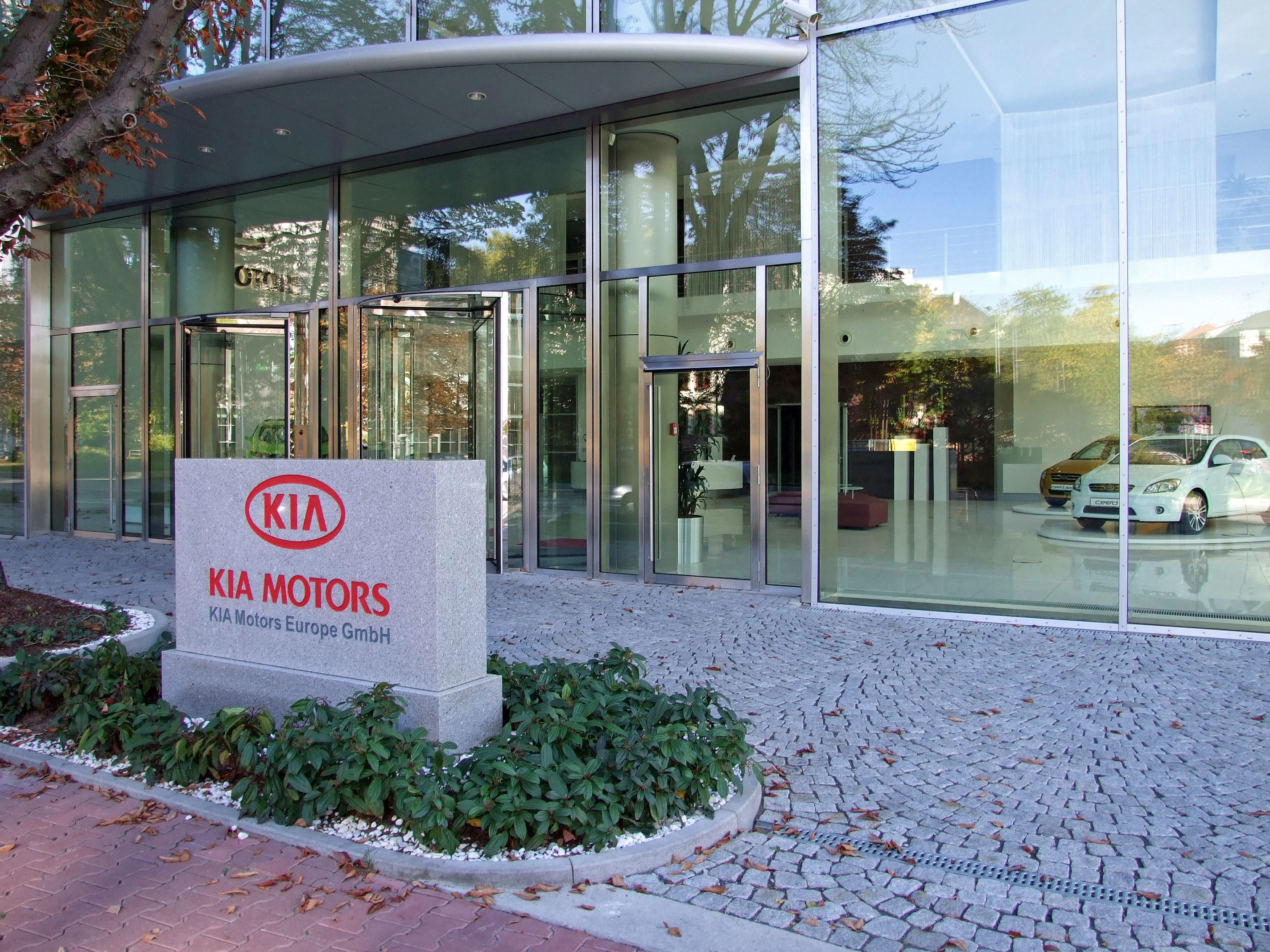
Siège européen de Kia à Francfort.

### Modèles actuels commercialisés par Kia Corée

#### Citadines
- Ray, micro-citadine cinq portes. Existe en version électrique Ray EV.
- Morning, citadine cinq portes commercialisée en Europe sous le nom de Picanto

#### Compactes
- K3, berline quatre portes. Une version liftback est vendue sous le nom de K3 GT.

#### Familiales / Routières
- EV6, crossover électrique
- Stinger, familiale sportive
- K5, commercialisée dans les autres pays sous le nom de Optima
- K8, routière succédant à la K7
- K9, limousine, aussi vendue sous le nom de Kia Quoris à l'export.

#### SUV
- Niro : SUV compact proposé en 3 versions : hybride, hybride-rechargeable et électrique.
- Seltos : SUV compact cinq portes.
- Sportage : SUV compacte SUV portes à traction ou quatre roues motrices
- Sorento : SUV SUV portes, quatre roues motrices
- Mohave : 4x4 de taille moyenne de luxe
- Telluride : 4X4 de taille moyenne
- EV3, SUV compact électrique
- EV4, SUV compact électrique
- EV9, grand SUV électrique présenté puis commercialisé en 2023[14]

#### Monospaces
- Carnival, grand monospace

#### Utilitaires
- Bongo, aussi disponible en version électrique
- Tasman, pick-up

### Anciens modèles coréens commercialisés en Corée
- Kia Spectra : berline quatre portes et Spectra 5 hatchback cinq portes à traction
- Forte (ou Cerato), berline ou coupé ; remplace la Kia Spectra.
- Rio, citadine, appellation utilisée sur la première génération seulement
- Pride, citadine. Appellation utilisée d'abord pour qualifiée une version rebadgée de la Ford Festiva. Puis, pour les Rio de deuxième et troisième génération sur le marché sud-coréen.
- Kia Avella
- Kia Capital
- Kia Carens : monospace compact
- Kia Concord
- Kia Credos
- Kia Enterprise
- Lotze : berline quatre portes à traction
- Opirus : berline de luxe à quatre portes à traction
- Kia Potentia
- K7, commercialisée dans les autres pays sous le nom de Cadenza
- Stonic, lancé en 2017 pour remplacer la Pride puis retiré du marché sud-coréen fin 2020
- Soul et Soul EV, dont la commercialisation en Corée du Sud a cessé en janvier 2021 faute de succès. Comme pour le Stonic, le lancement du Seltos a aggravé le manque de ventes[15].

### Modèles commercialisés en Europe
- 2018 : ouverture en France de la première concession consacrée à la gamme électrique[16]

#### Citadines
- Picanto, (2004-) petite citadine cinq portes cousine de la Hyundai i10
- Rio, (2000-) citadine polyvalente cinq portes

#### Compactes
- Ceed, (2018-)[17], berline compacte cinq portes qui partage sa plate-forme avec la Hyundai i30, remplaçant la cee'd
- Ceed SW, break compact
- Pro cee'd version shooting break dérivée de la Ceed, remplaçant le coupé 3 portes pro_cee'd

#### SUV / Crossovers
- Stonic, crossover urbain, remplaçant du Kia Venga
- e-Soul, crossover électrique, la version thermique (Soul) n'étant plus commercialisée en Europe
- Niro, crossover compact, hybride, hybride-rechargeable ou électrique (e-Niro)
- XCeed, crossover compact dérivé de la Ceed
- Sportage, SUV compact
- Sorento, grand 4x4
- EV3, SUV urbain électrique
- EV5, SUV compact électrique
- EV6, crossover électrique
- EV9, SUV familial électrique

### Anciens modèles commercialisés en Europe

#### Citadines
- Pride, citadine basée sur une Ford Festiva de première génération, remplacée par la Rio

#### Compactes
- Sephia, berline compacte (Mentor sur certains marchés comme le Royaume-Uni)[18]
- Shuma, berline compacte remplaçant la Sephia
- Cerato, berline compacte remplaçant la Shuma. Disponible en 4 ou 5 portes.
- cee'd, berline compacte remplaçant la Cerato. Proposée durant deux générations version break cee'd SW et en coupé 3 portes pro_cee'd. Remplacée par la Cee'd et ses dérivés.

#### Familiales / Routières
- Clarus, familiale

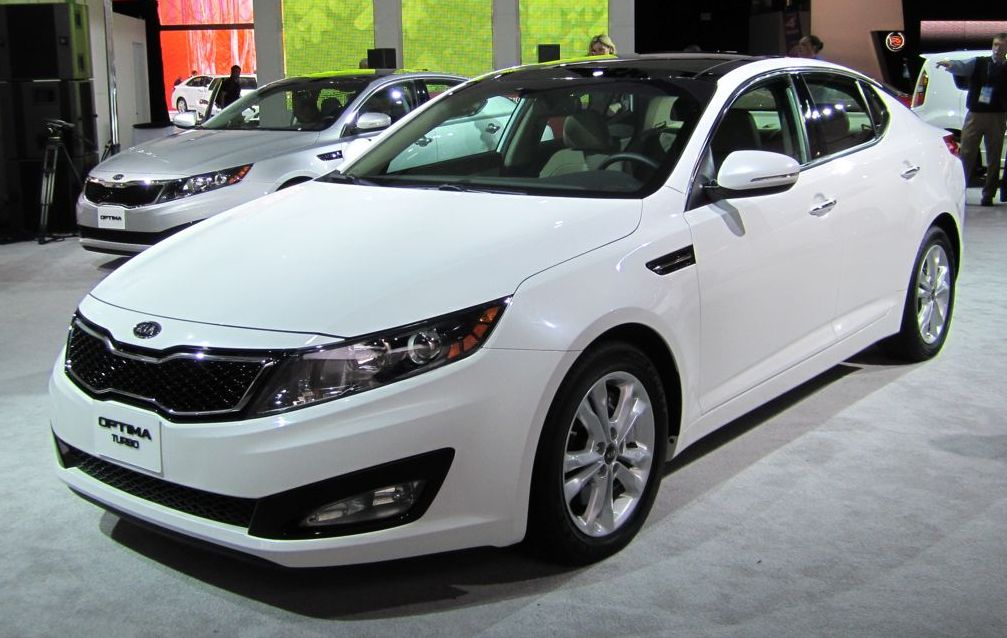
Kia Optima

- Magentis, familiale remplaçant la Clarus. Deux générations furent commercialisées.
- Optima, familiale remplace la Magentis et marque la première utilisation de l'appellation Optima en Europe. Deux générations furent commercialisées en Europe. La première était une berline 4 portes. La seconde était disponible en 4 portes ou en break et disposait d'une version hybride-rechargeable, ce qui lui permit d'élargir sa diffusion[19]
- Opirus, routière raillée pour son style baroque, singeant les productions de Mercedes et Jaguar[20]
- Stinger, coupé 4 portes lancé en 2017, seule familiale proposée par Kia en Europe à la suite de l'arrêt de la commercialisation de l'Optima[21]. Sa comercialisation est stoppée en 2023[22]

#### SUV / Crossovers
- Soul, petit crossover dont la version thermique n'a été commercialisé qu'en première et deuxième génération

#### Monospaces
- Venga, minispace développé pour le marché européen, cousin technique du Hyundai ix20
- Carens, monospace compact proposé en Europe durant trois générations
- Joice (en), monospace compact 7 places, proposé conjointement avec la première génération de Carens
- Carnival, grand monospace vendu en Europe dans ses deux premières moutures

#### Utilitaires
- Besta et Pregio, petits vans
- K2700

### Concept cars
- Kia Kue Concept, présenté au salon de Détroit 2007[23]
- Kia KND-4 Concept, présenté au salon de Séoul 2007[24],[25].
- Kia Kee Concept, présenté au salon de Francfort 2007[26].
- Kia KND-5 Concept, présenté au salon de Séoul 2009[27].
- Kia Ray Concept, présenté au salon de l’automobile de Chicago 2010[28].
- Kia GT Concept, présenté au salon de Francfort 2011[29].
- Kia Provo Concept, présenté au salon international de l'automobile de Genève 2013[30].
- Kia Niro Concept, présenté au salon de Francfort 2013[31].
- Kia GT4 Stinger Concept, présenté au salon de Détroit 2014[32].
- Kia Proceed Concept, présenté au salon de Francfort 2017[33].
- Kia Imagine Concept, présenté au salon international de l'automobile de Genève 2019[34].
- Kia Imagine Concept, présenté au salon international de l'automobile de Genève 2019[35]
- Kia Futuron Concept, présenté à la China International Import Expo 2019 à Shanghai[36].
- Kia HabaNiro e-AWD Concept, présenté au salon de New York 2019[37].
- Kia Sonet Concept, présenté au salon automobile de New Delhi 2020[38].
- Kia EV9 Concept, présenté au salon de Los Angeles 2021[39].
- Kia EV5 Concept, présenté à l'occasion de l'évènement Kia Chinese EV Day 2023 en Chine[40]
- Kia EV3 Concept, présenté le 12 octobre 2023[41]
- Kia EV4 Concept, présenté le 12 octobre 2023[41]

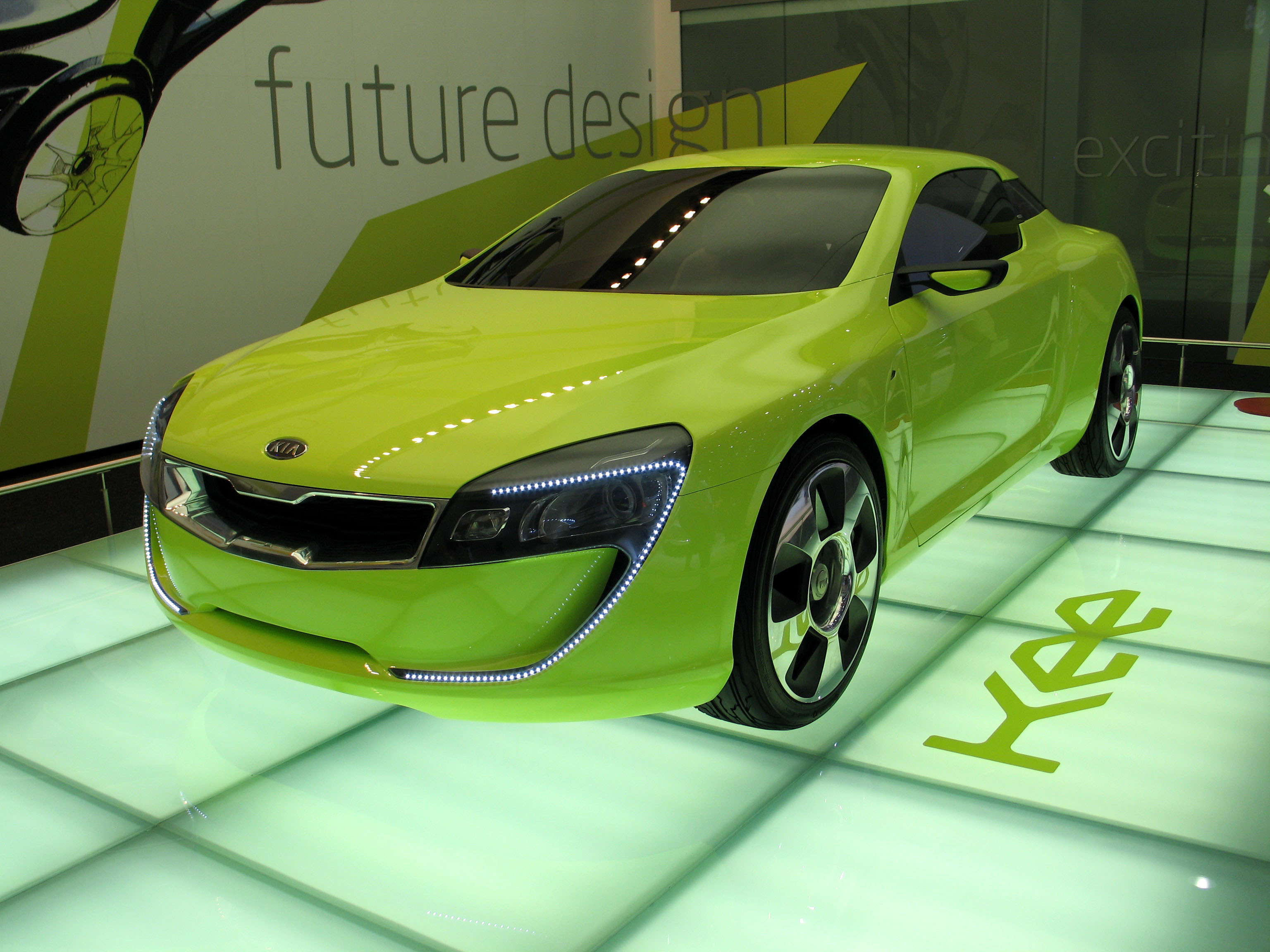
Kee Concept
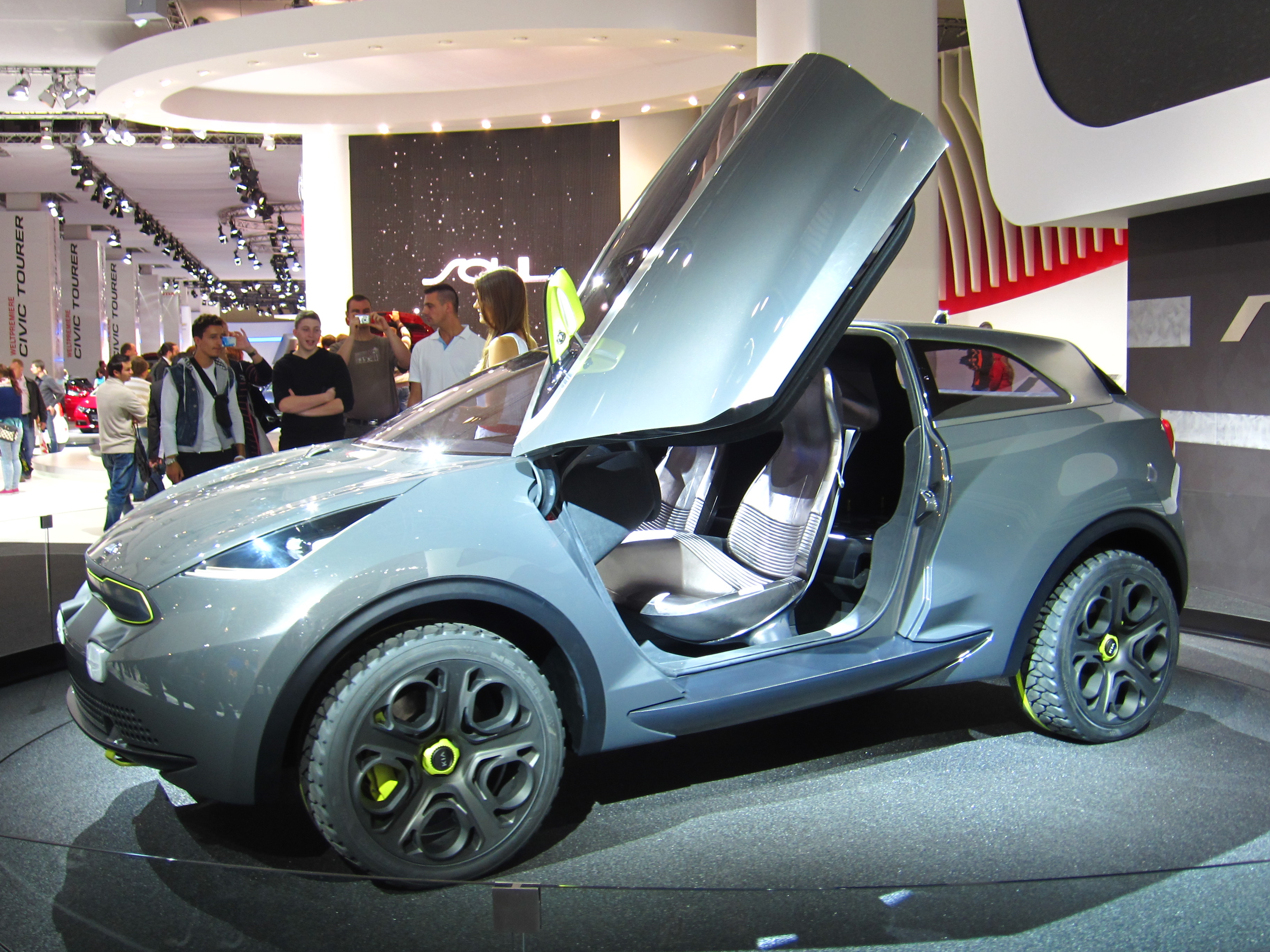
Niro Concept
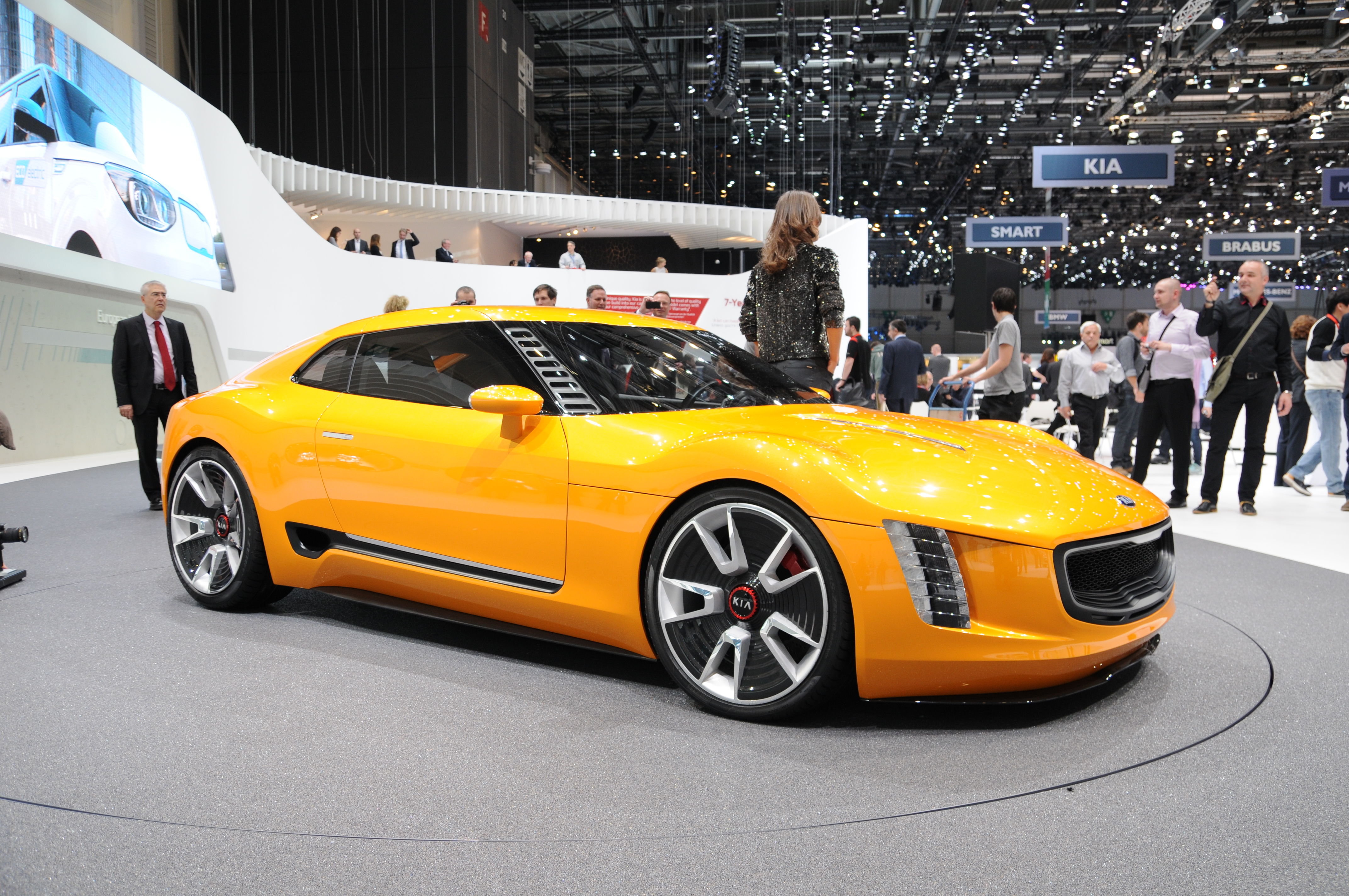
GT4 Stinger Concept
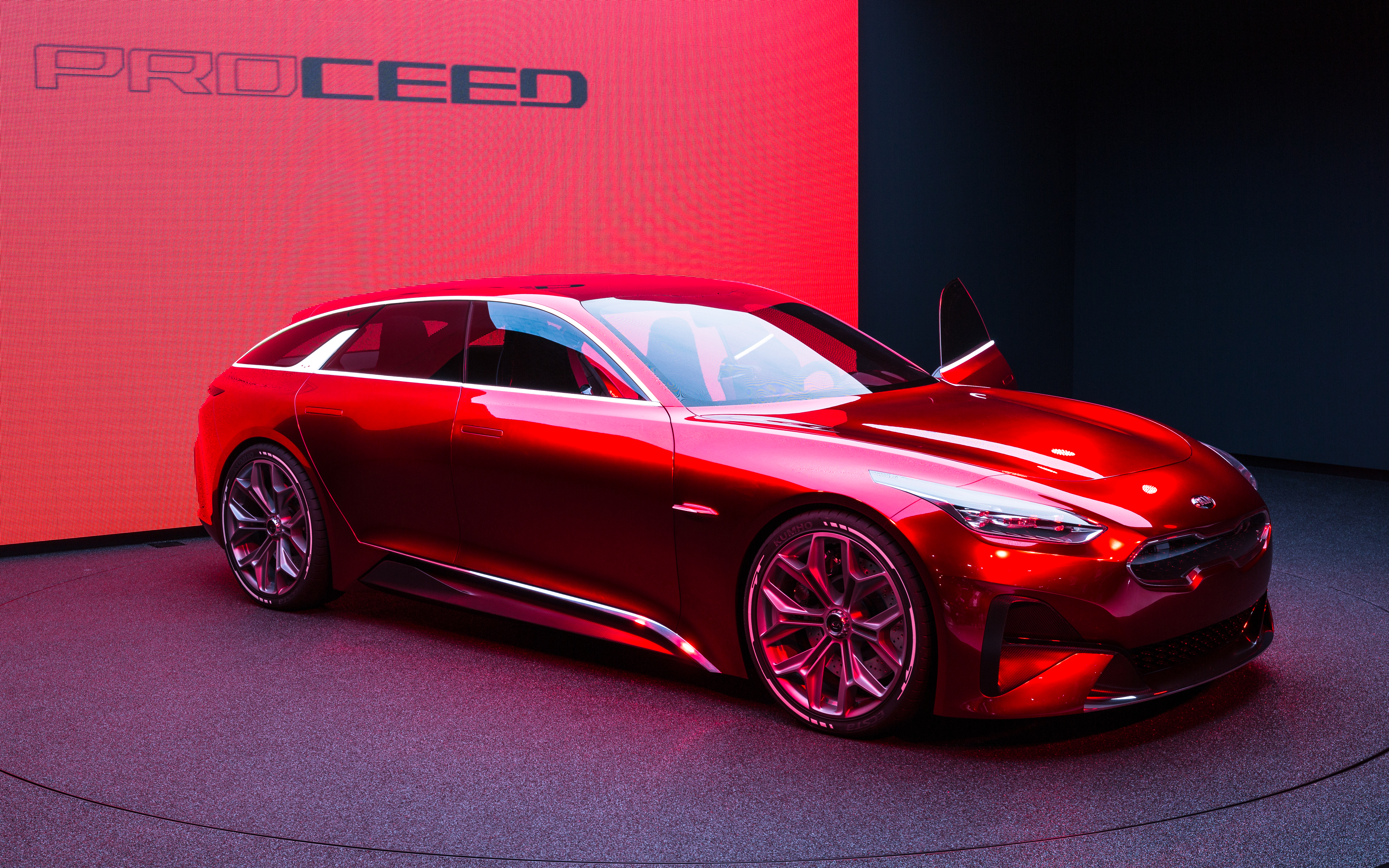
Proceed Concept
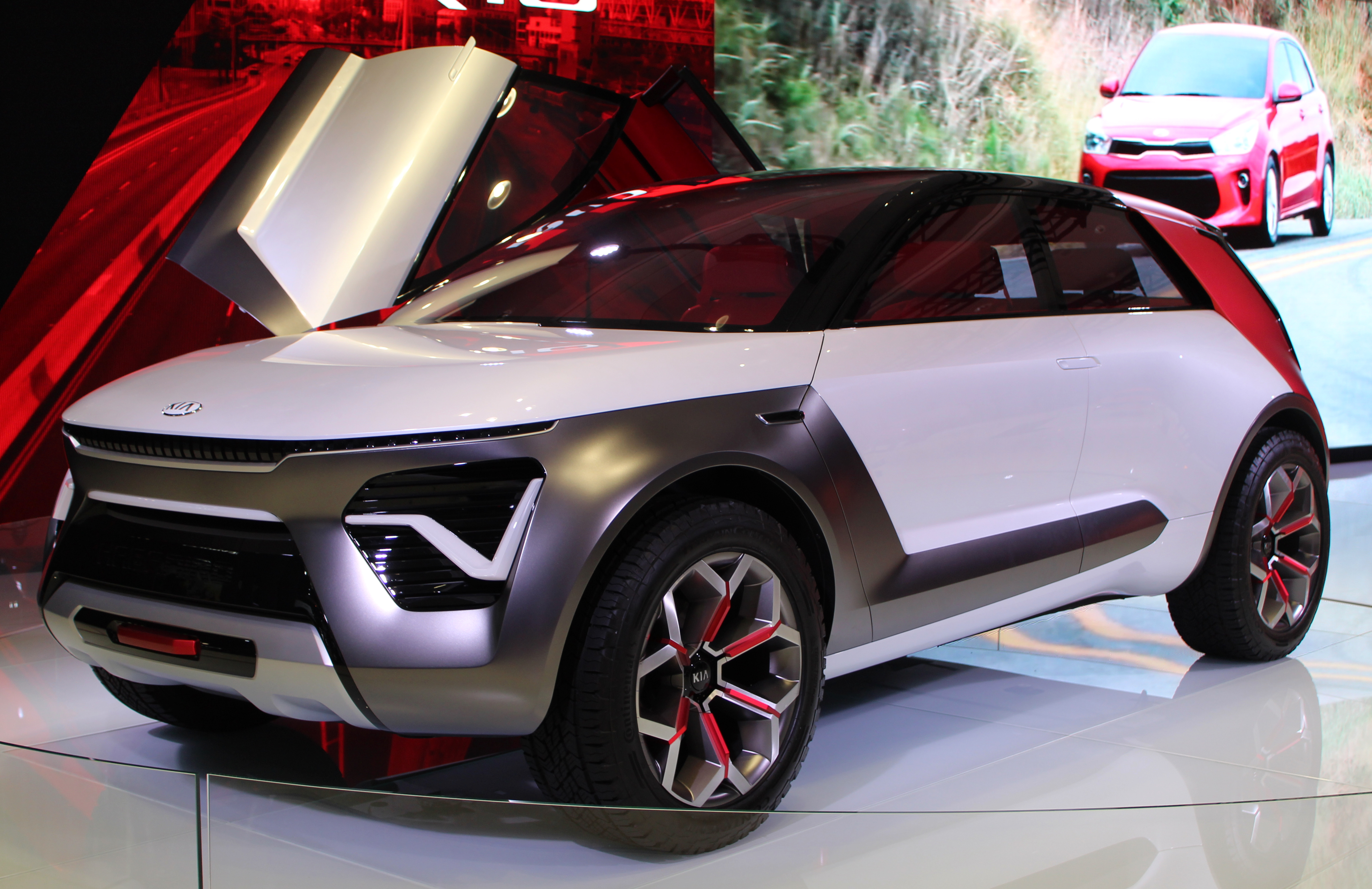
HabaNiro e-AWD
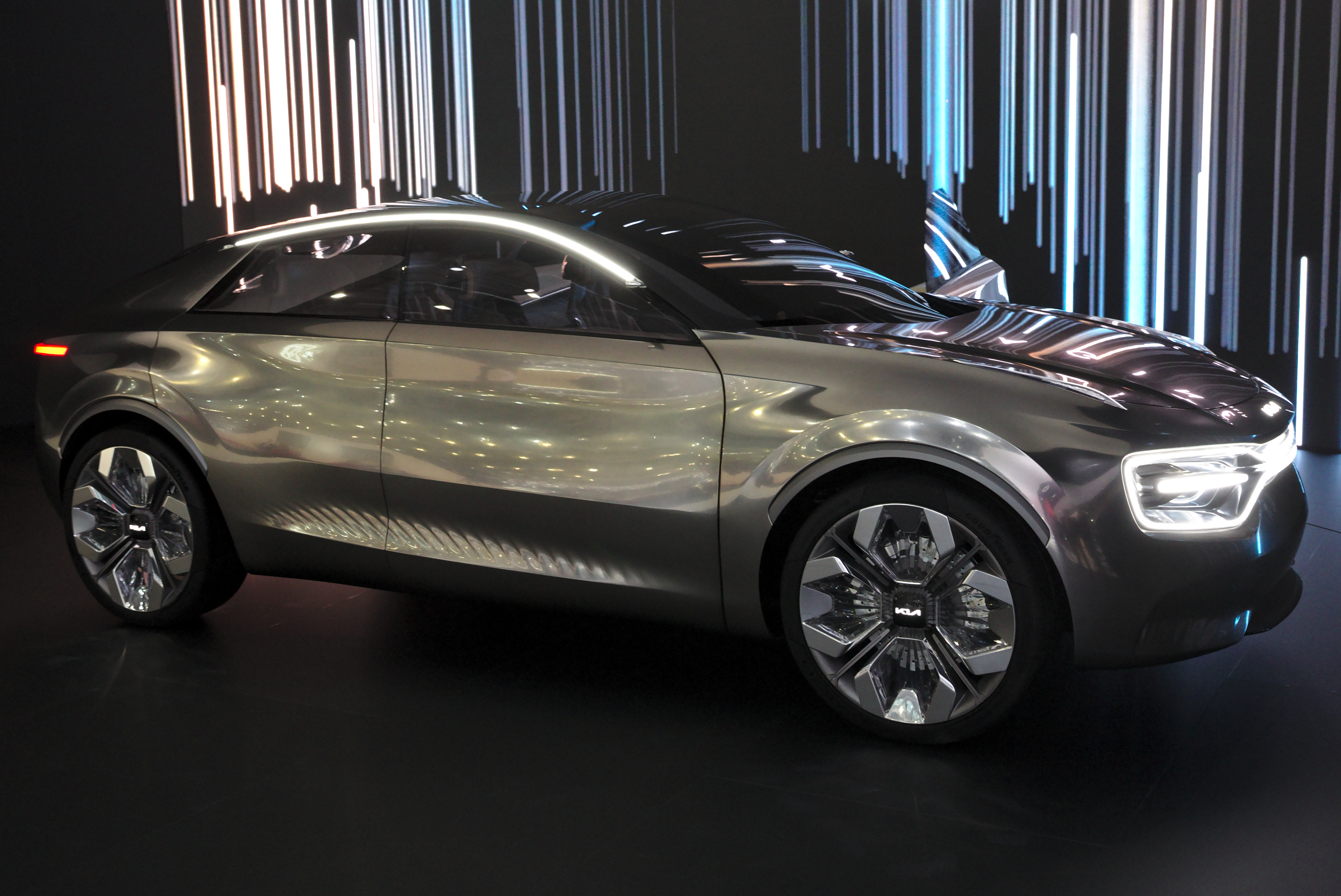
Imagine Concept

### Galerie de photographies

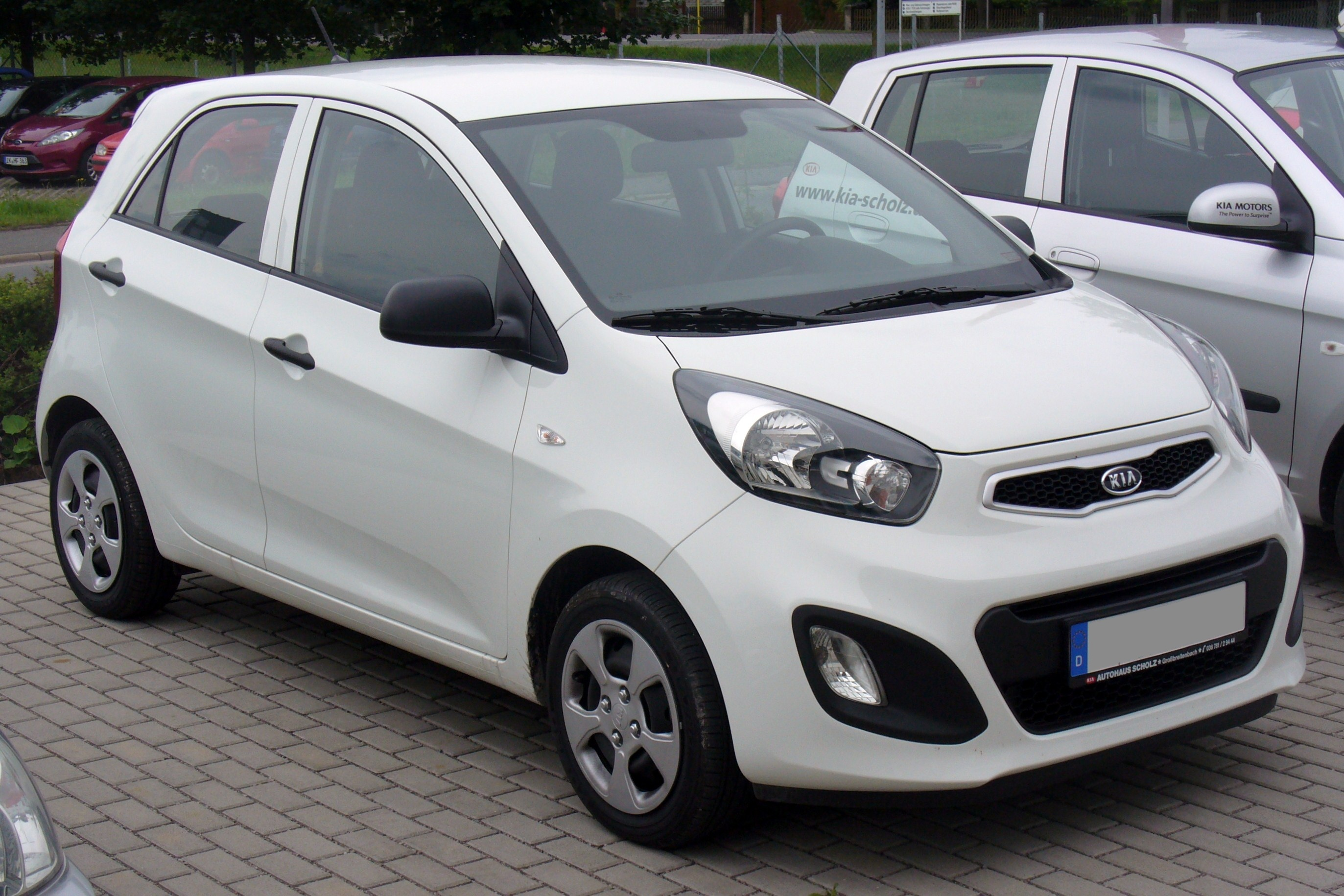
Morning/Picanto.
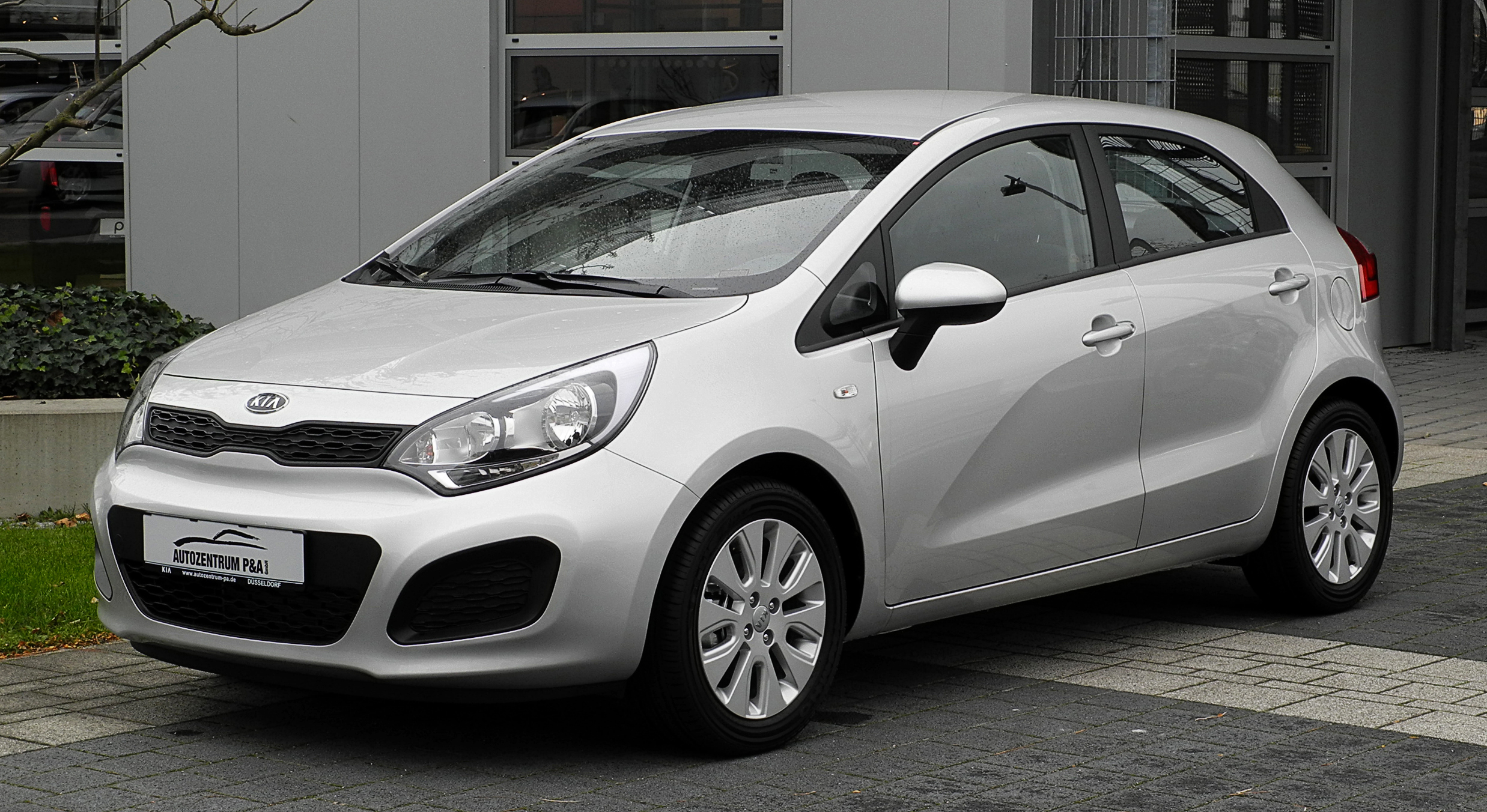
Pride/Rio.
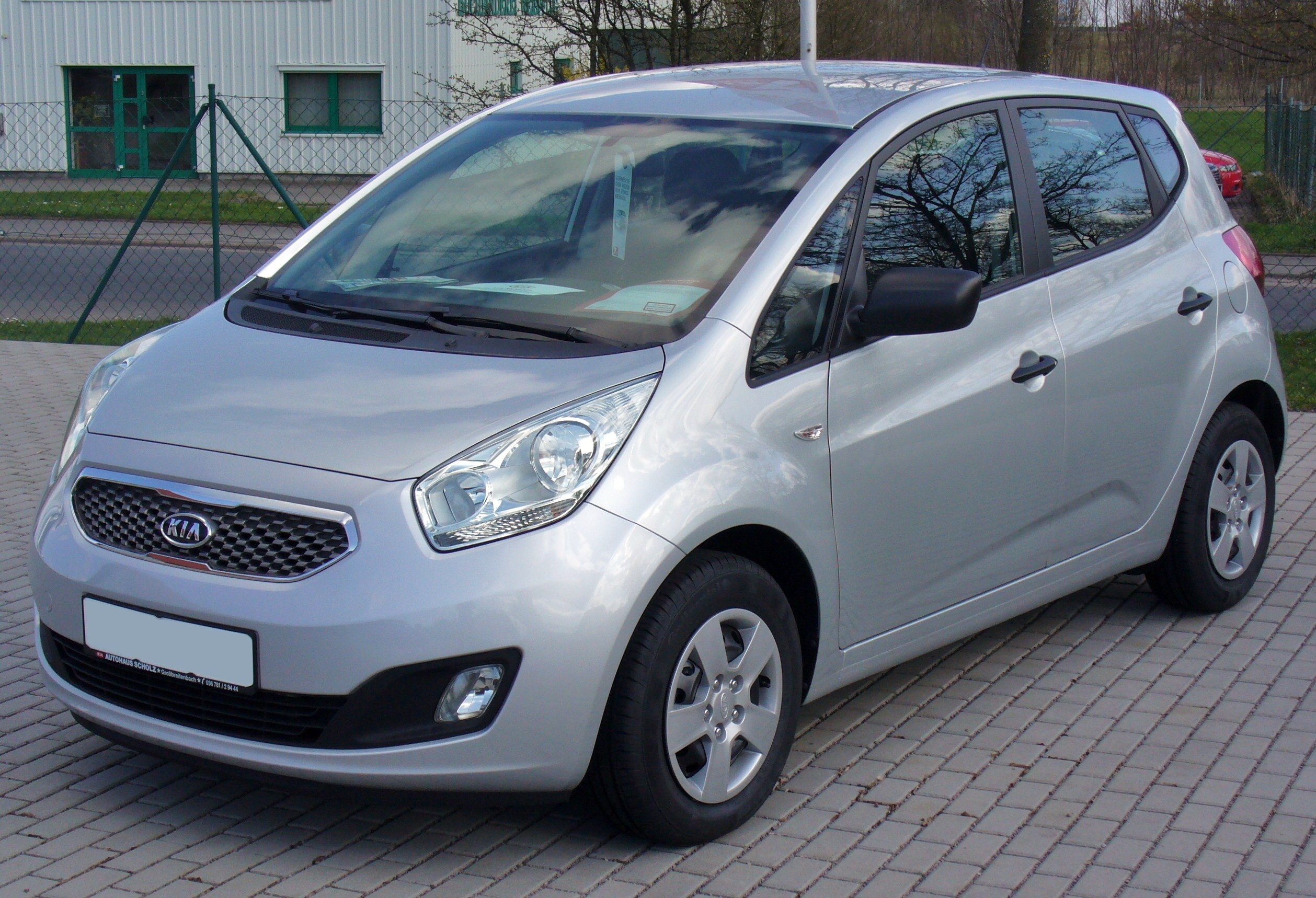
Venga.
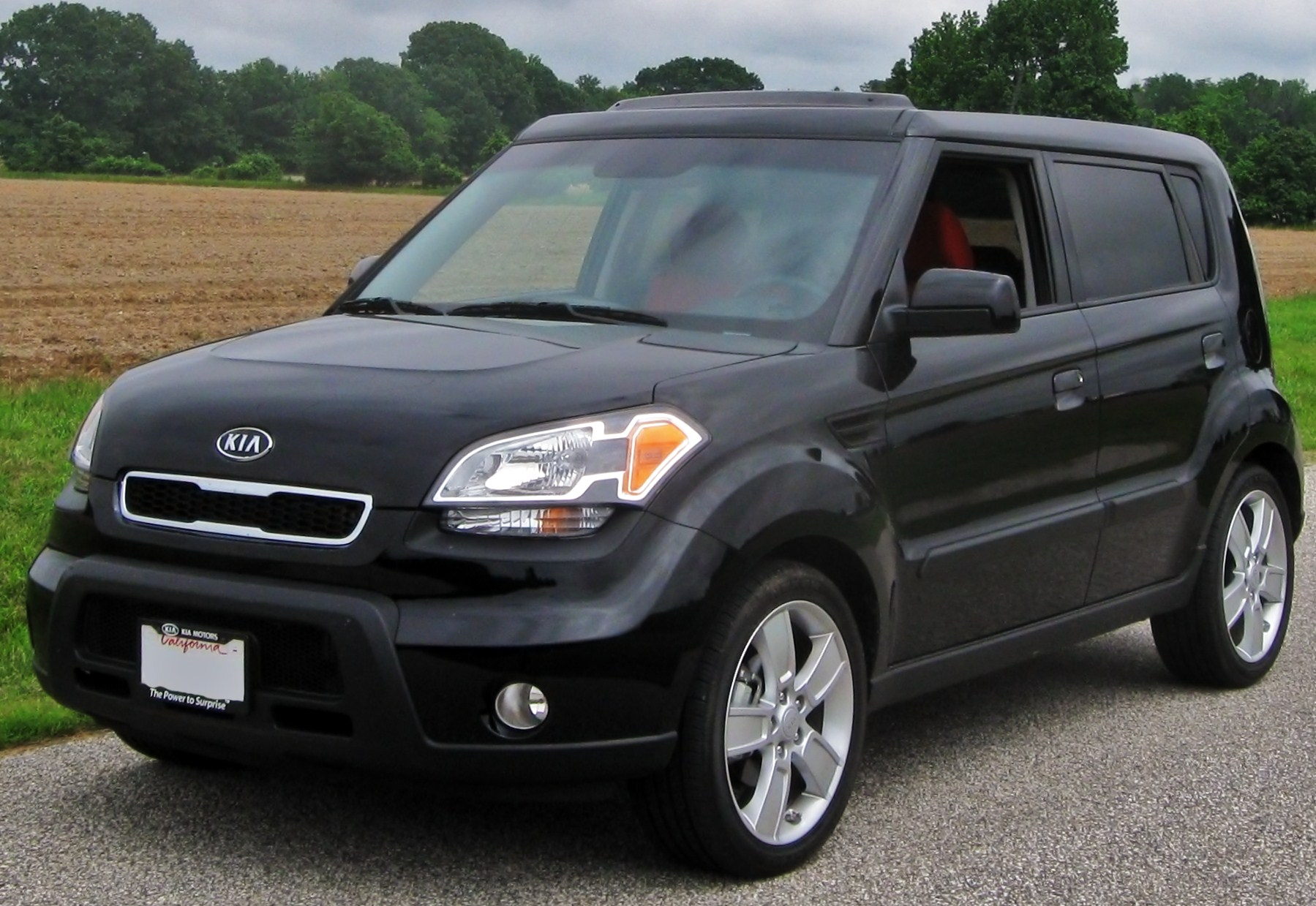
Soul.
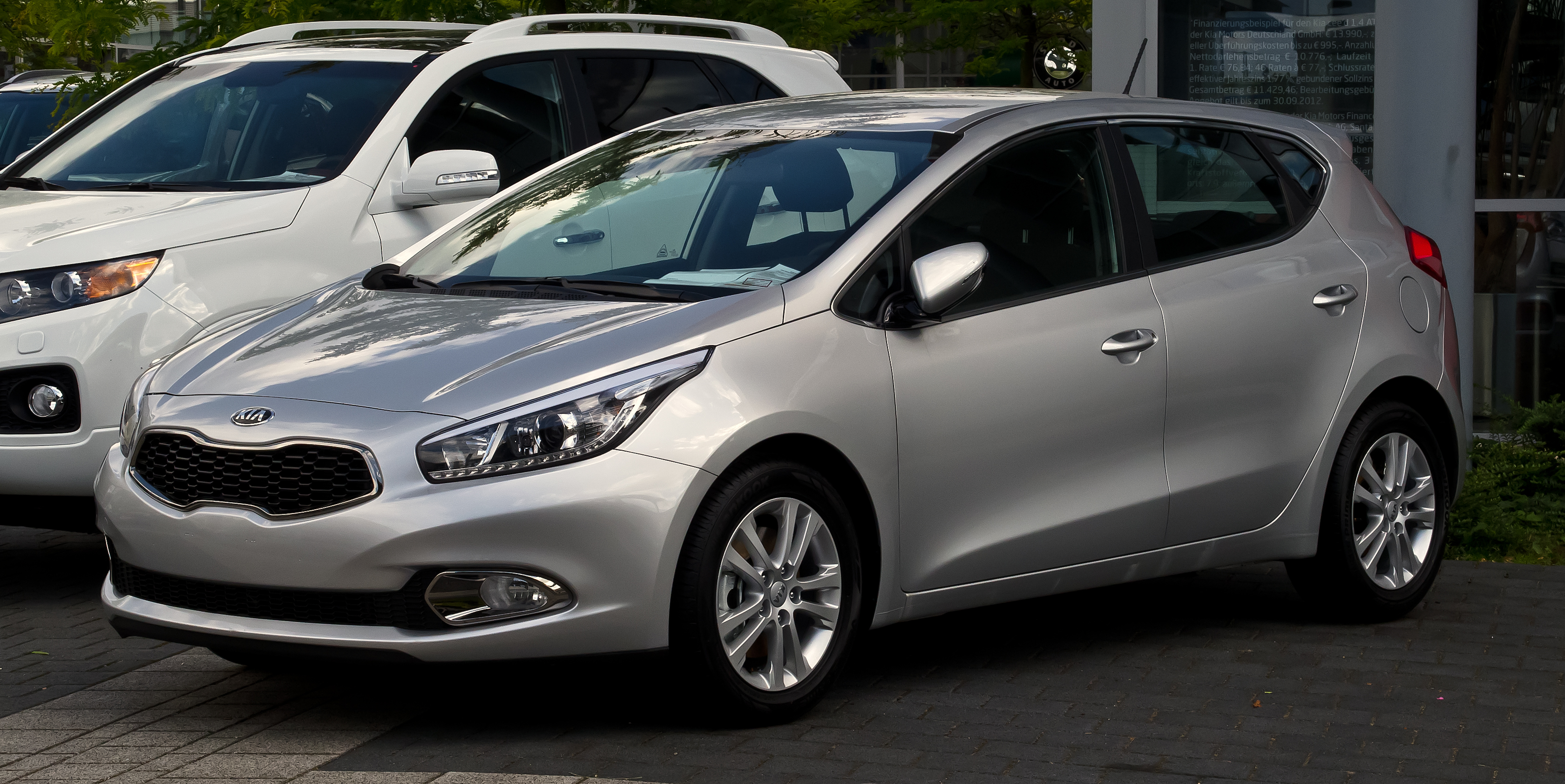
cee'd II.
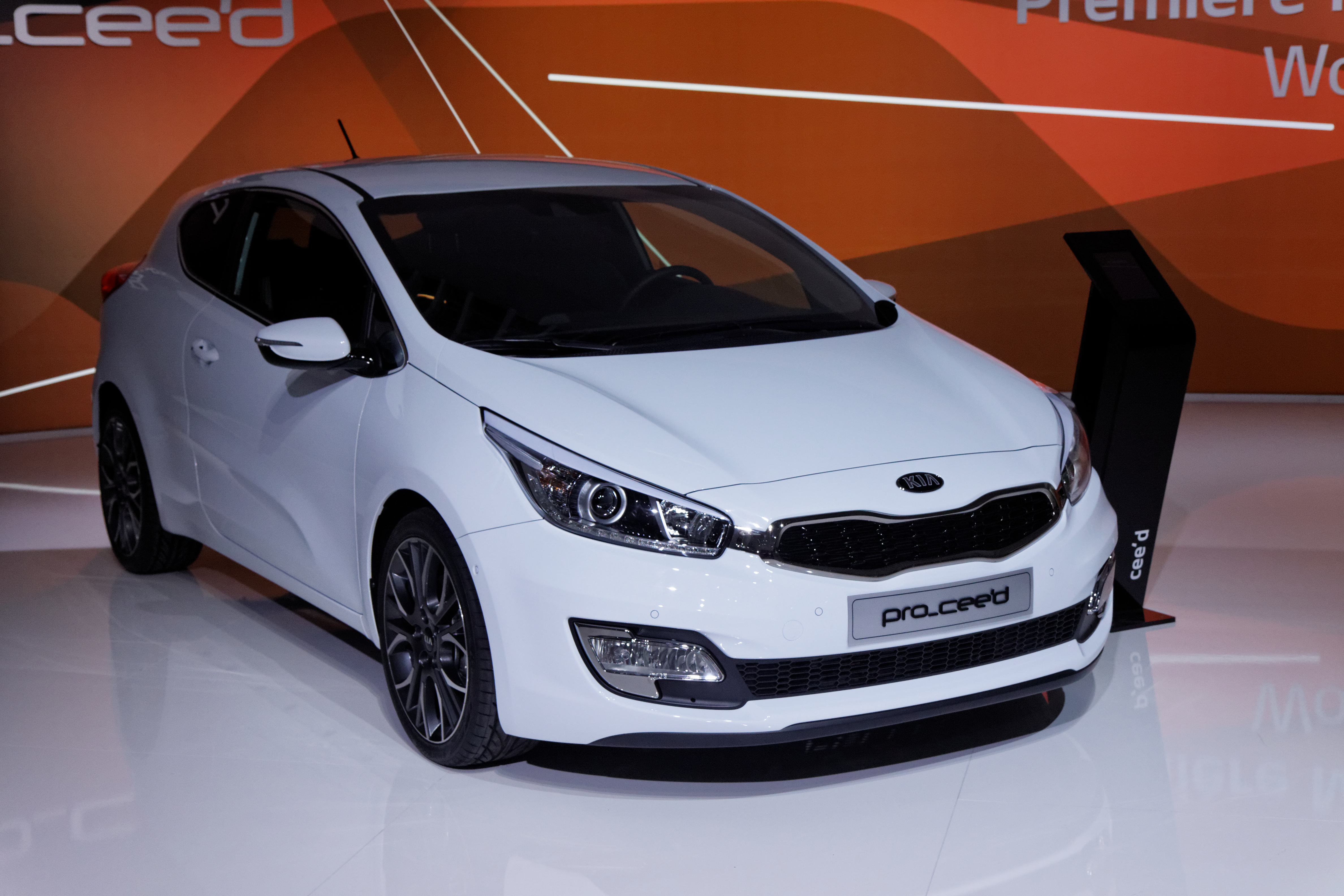
pro_cee'd II.
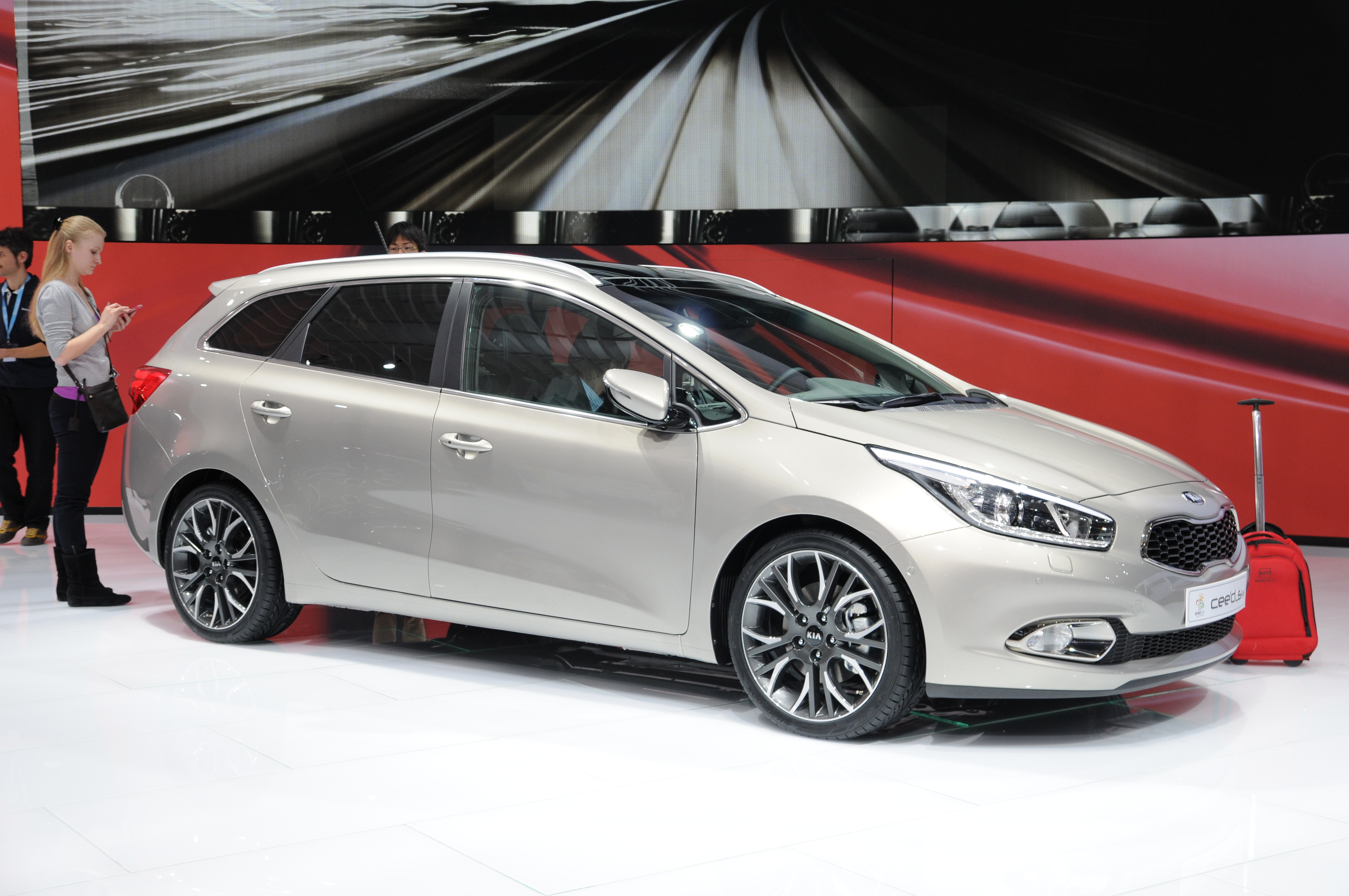
cee'd SportyWagon II.
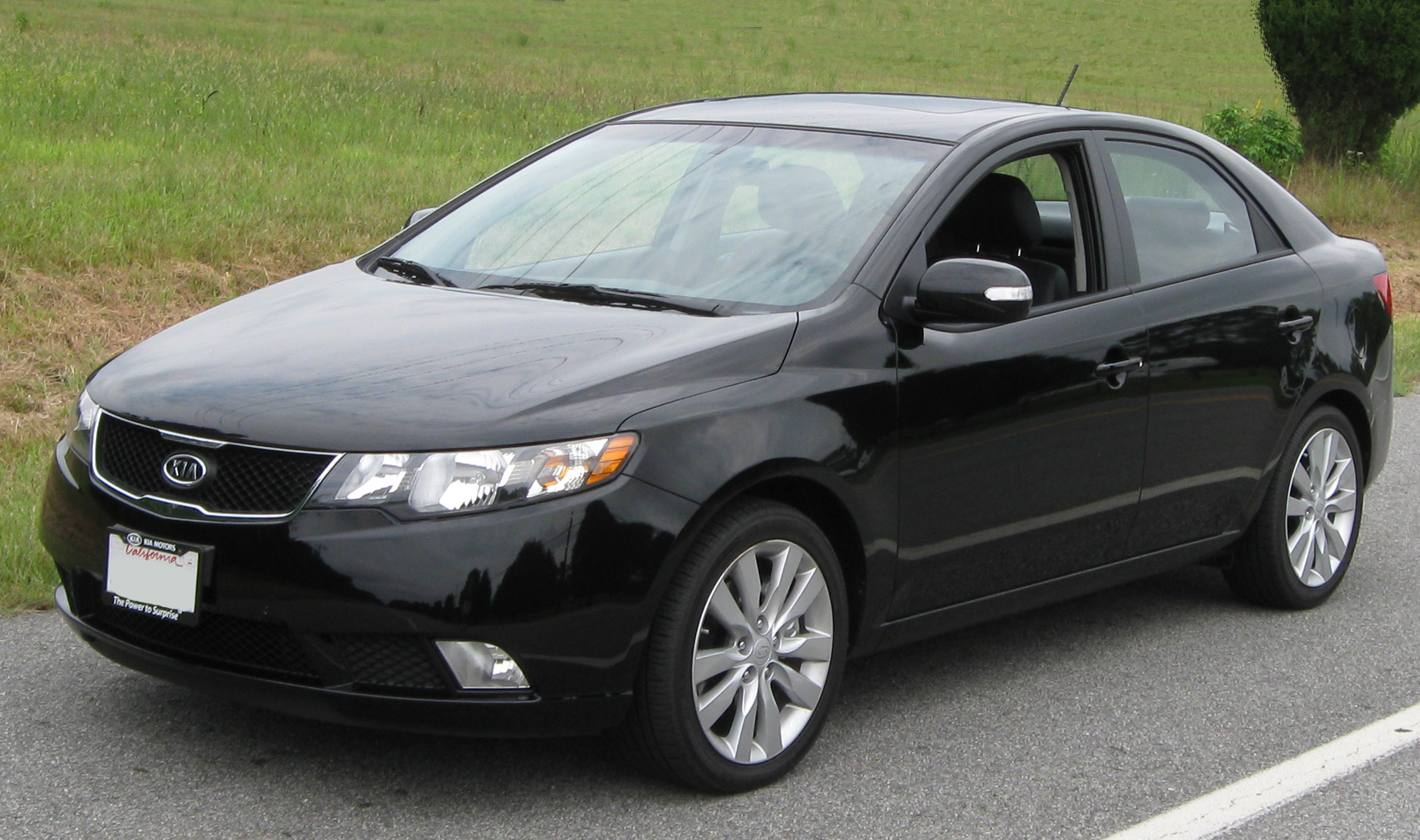
Cerato/Forte.
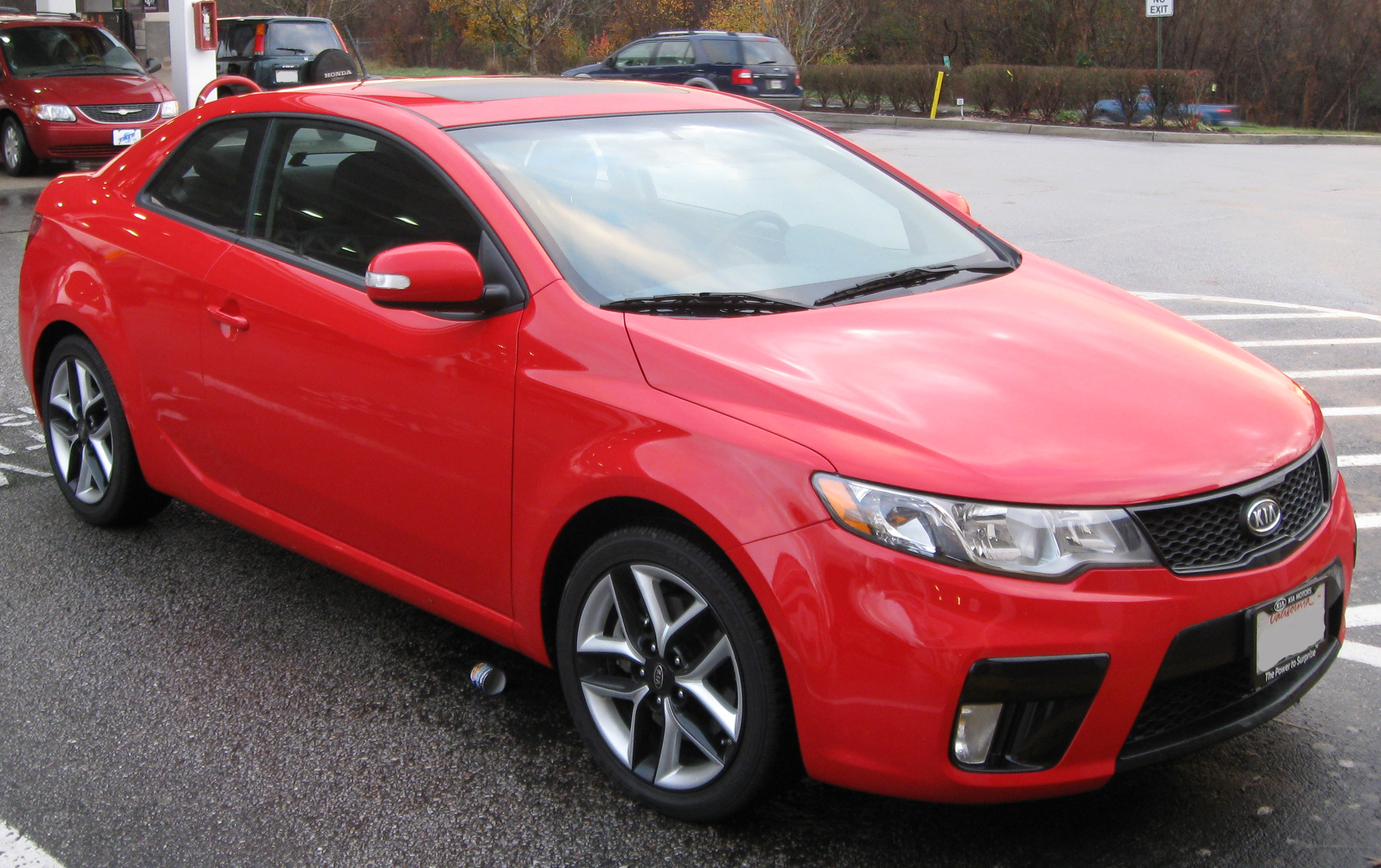
Cerato/Forte/Shuma Koup.
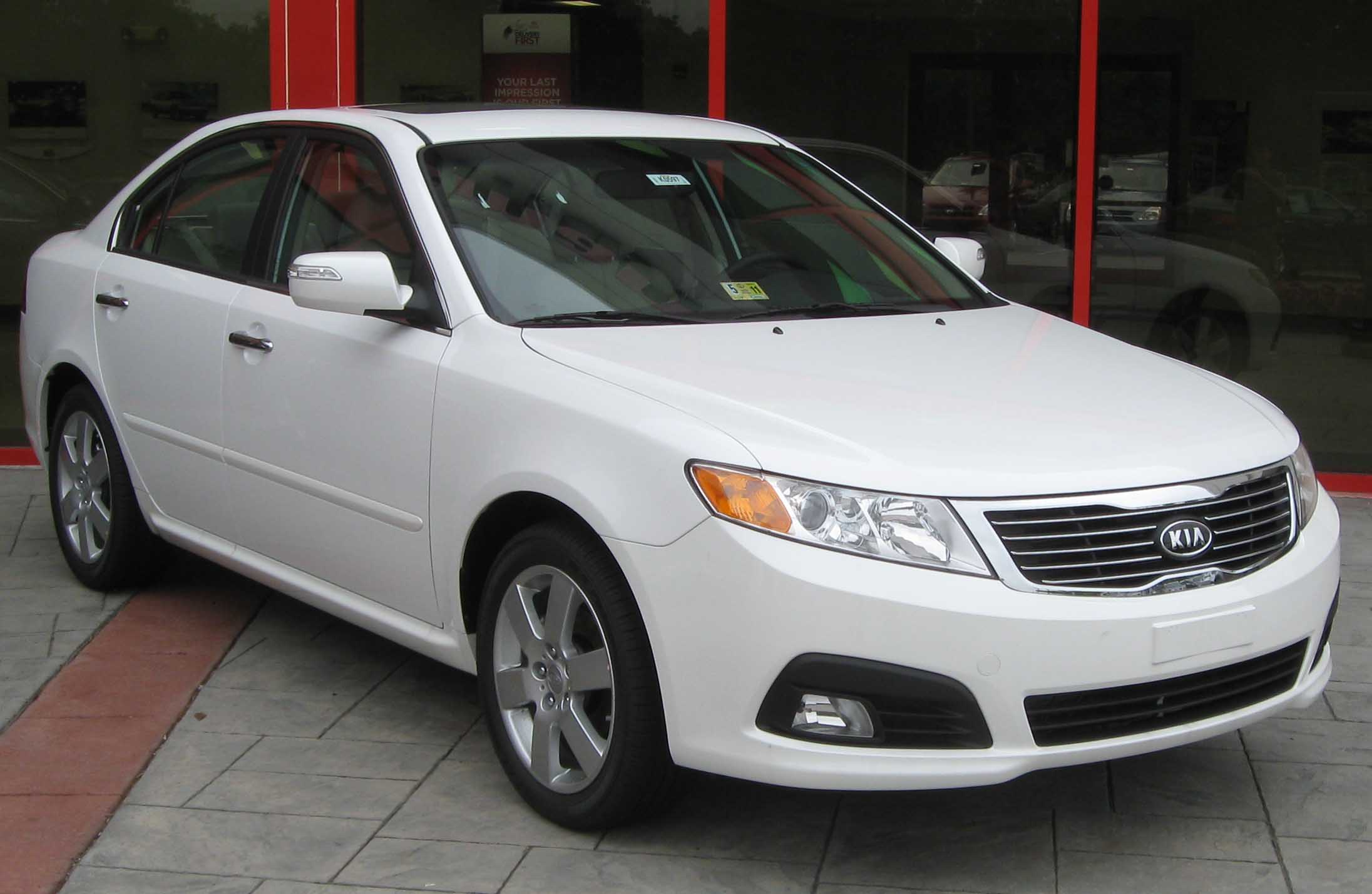
Lotze/Magentis/Optima.
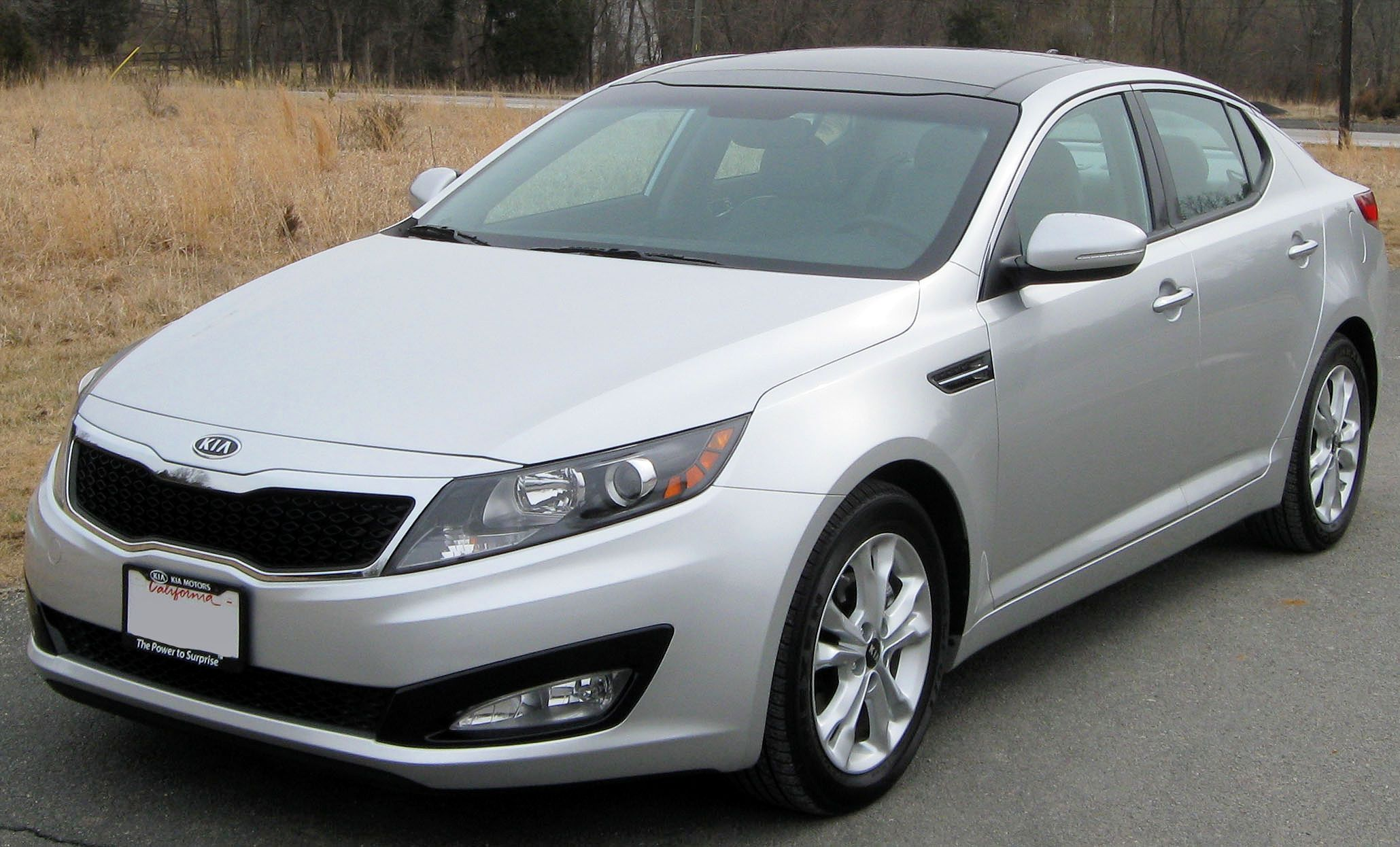
K5/Optima.
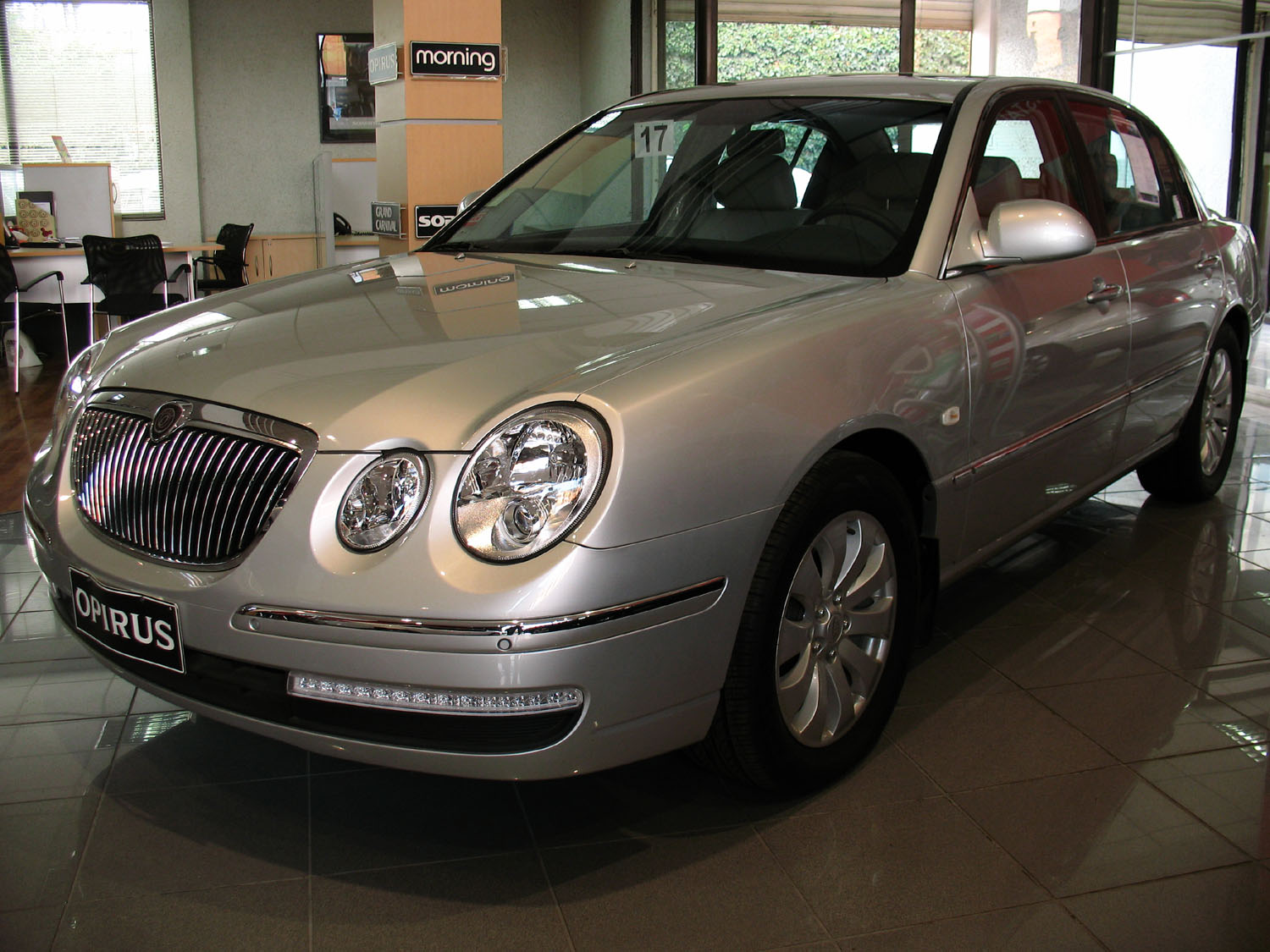
Amanti/Opirus.
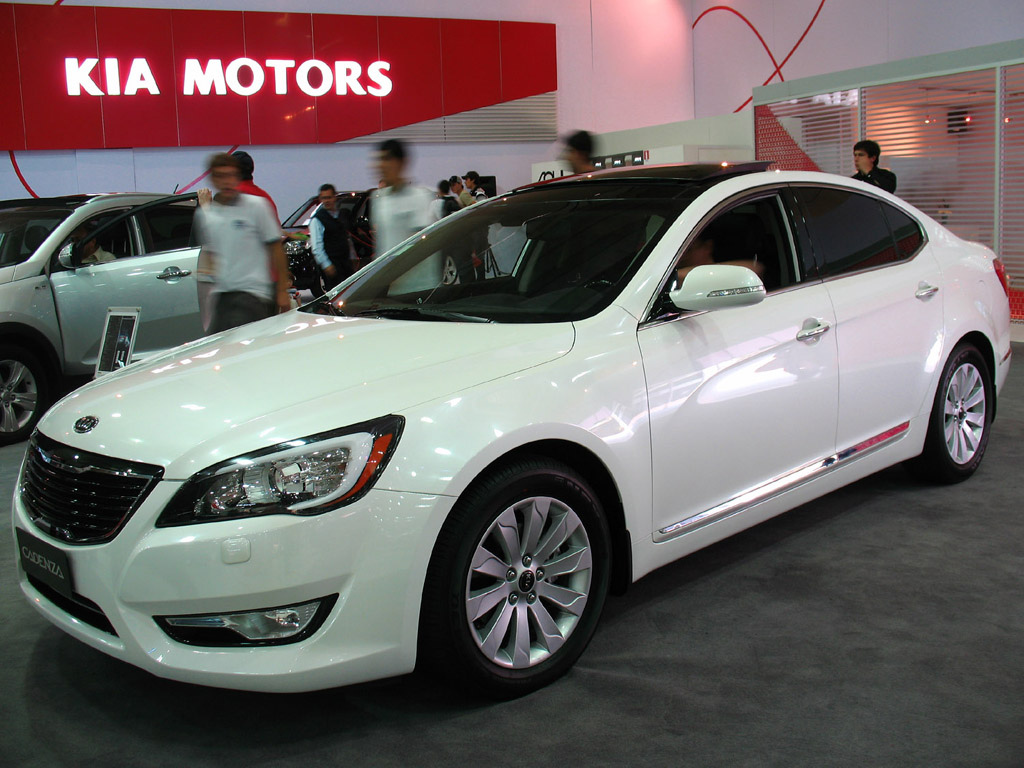
Cadenza/K7.
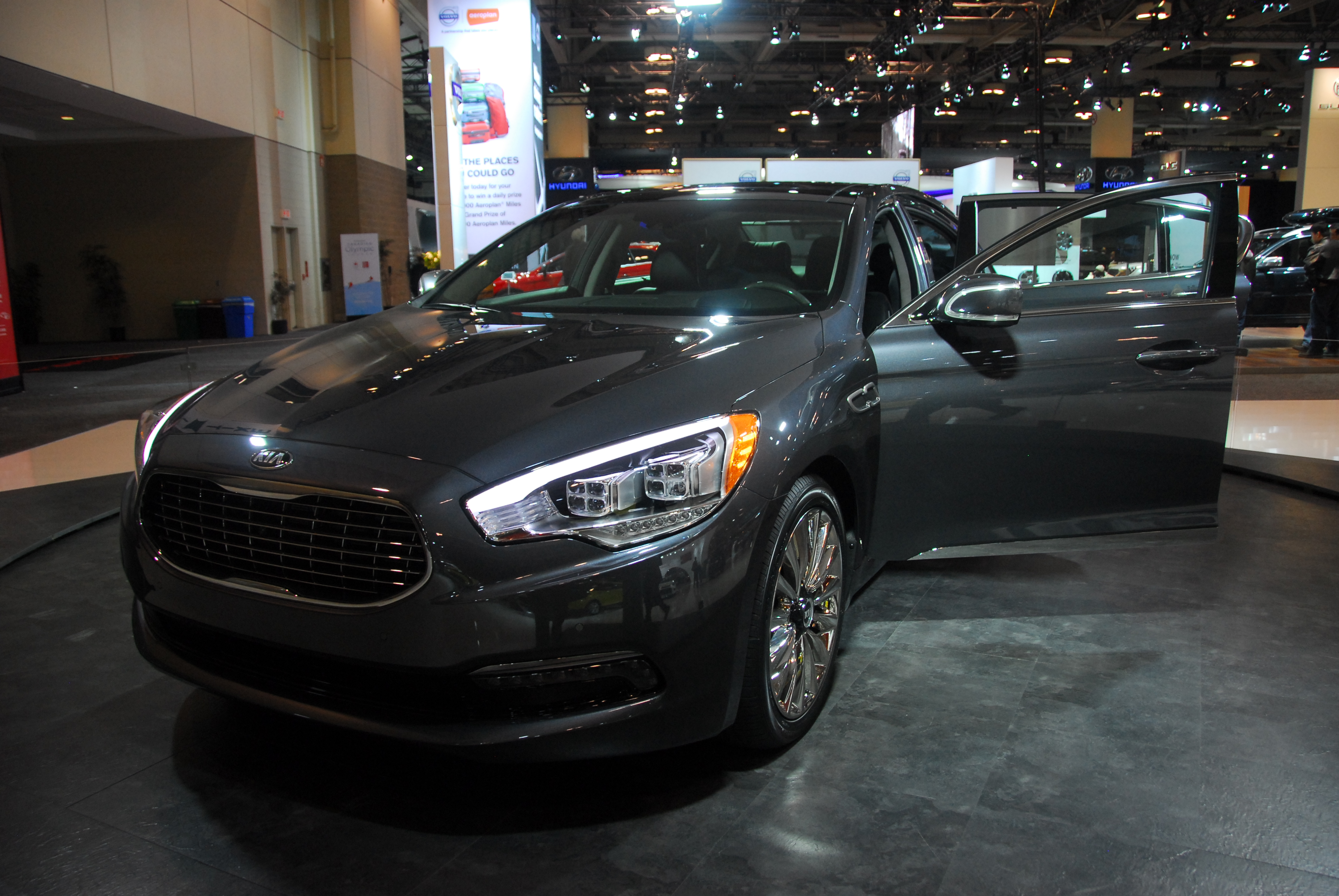
K9/Quoris.
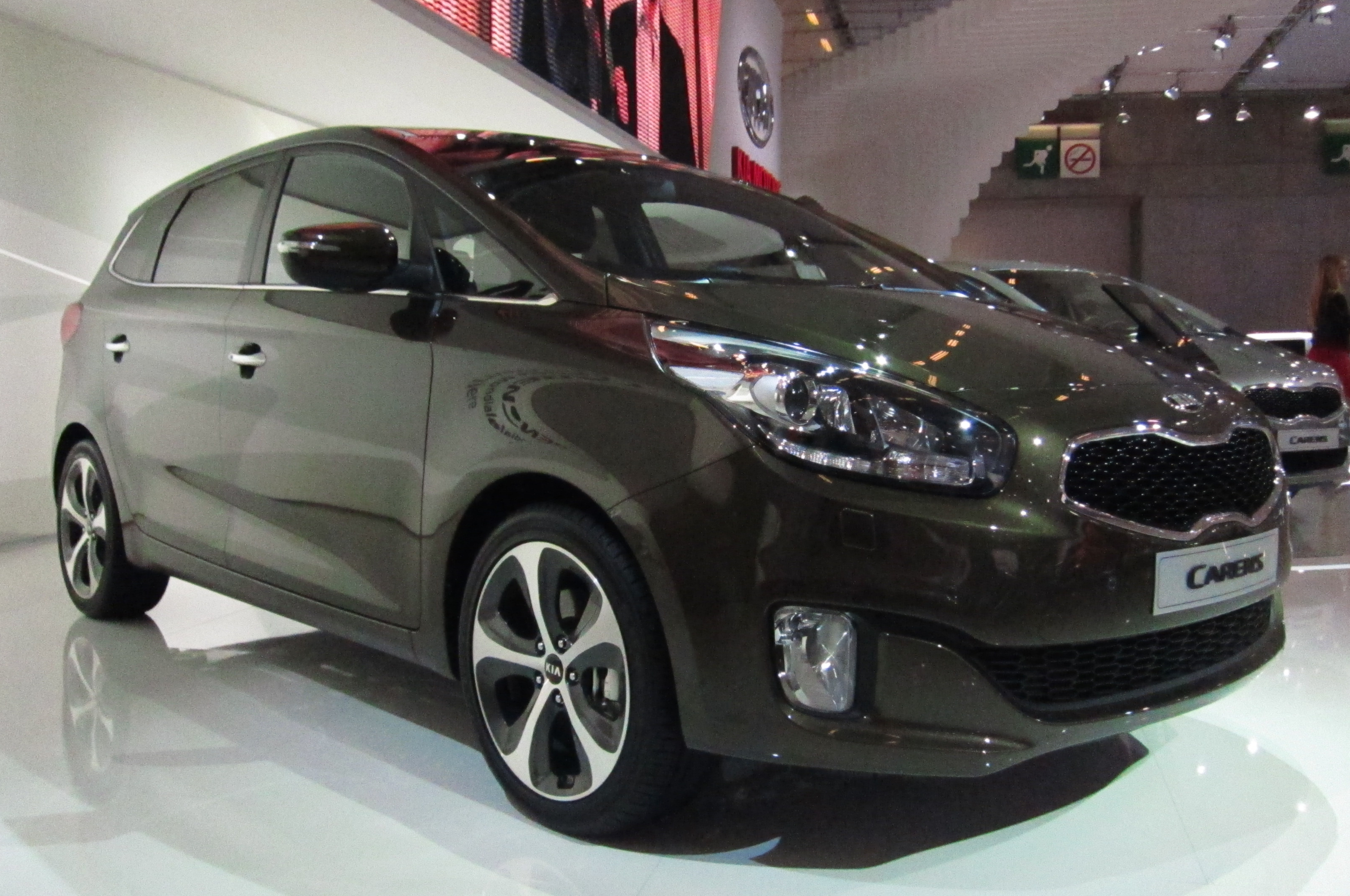
Carens III/Rondo II.
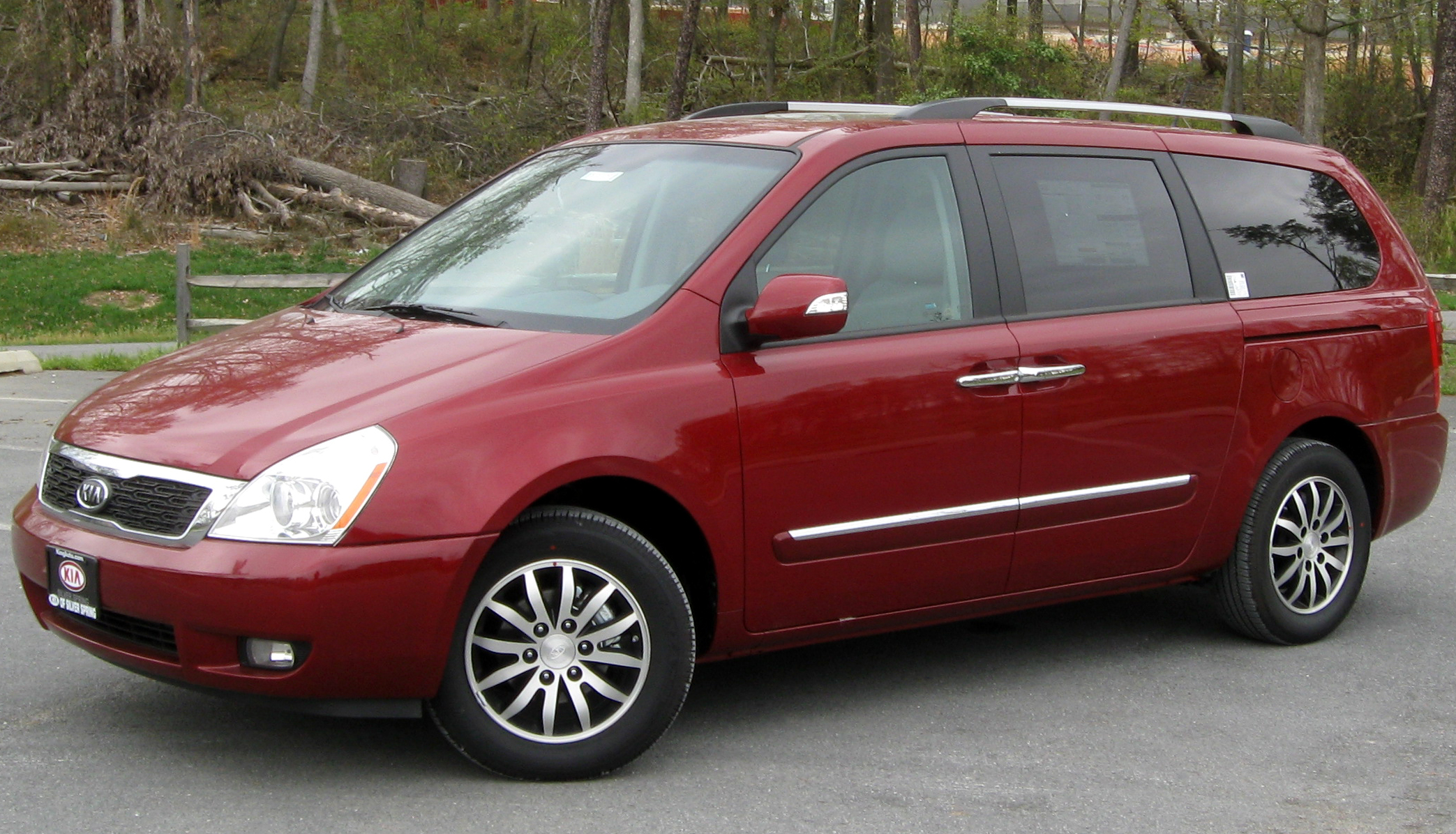
Carnival/Sedona.
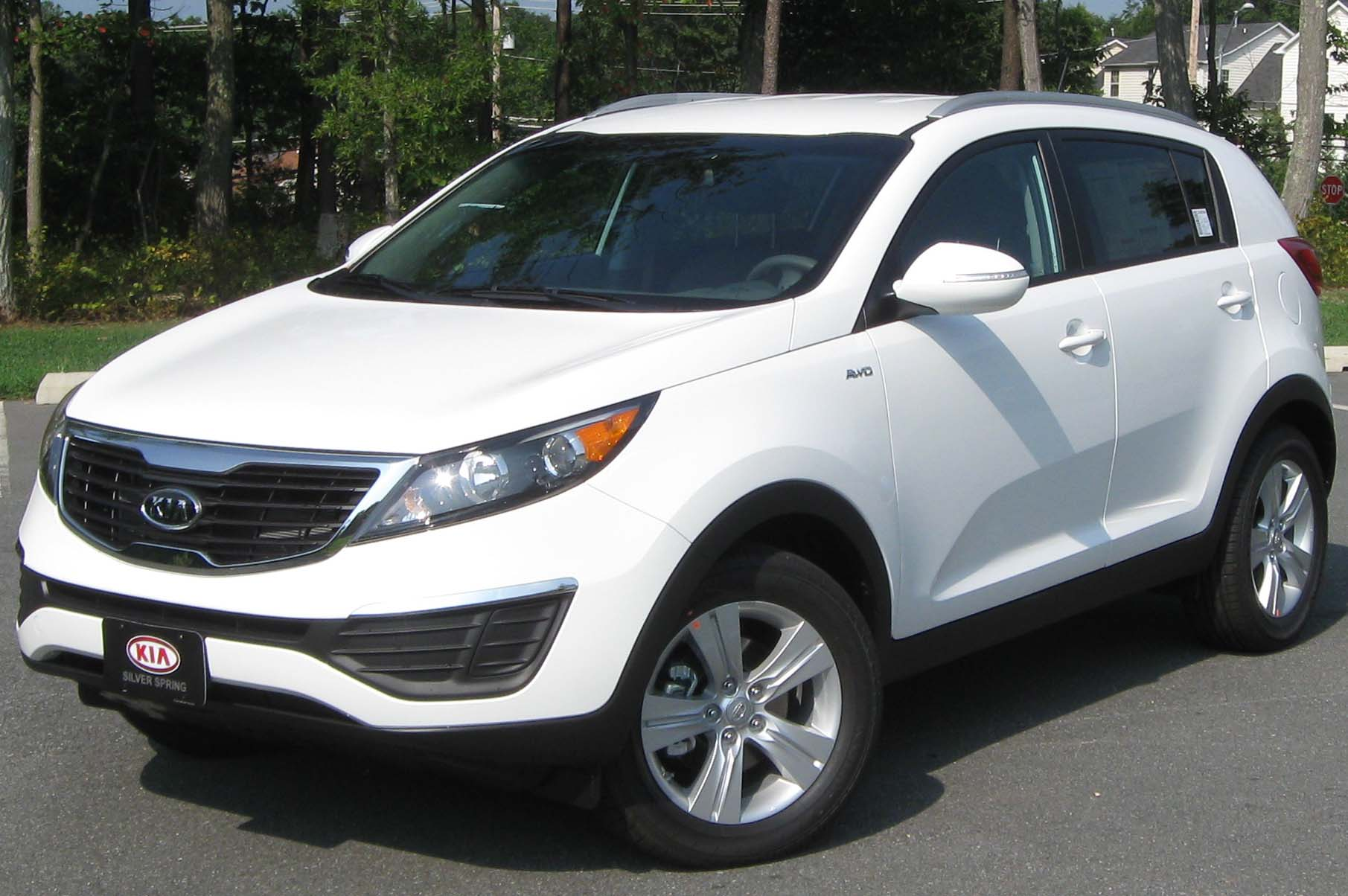
Sportage.
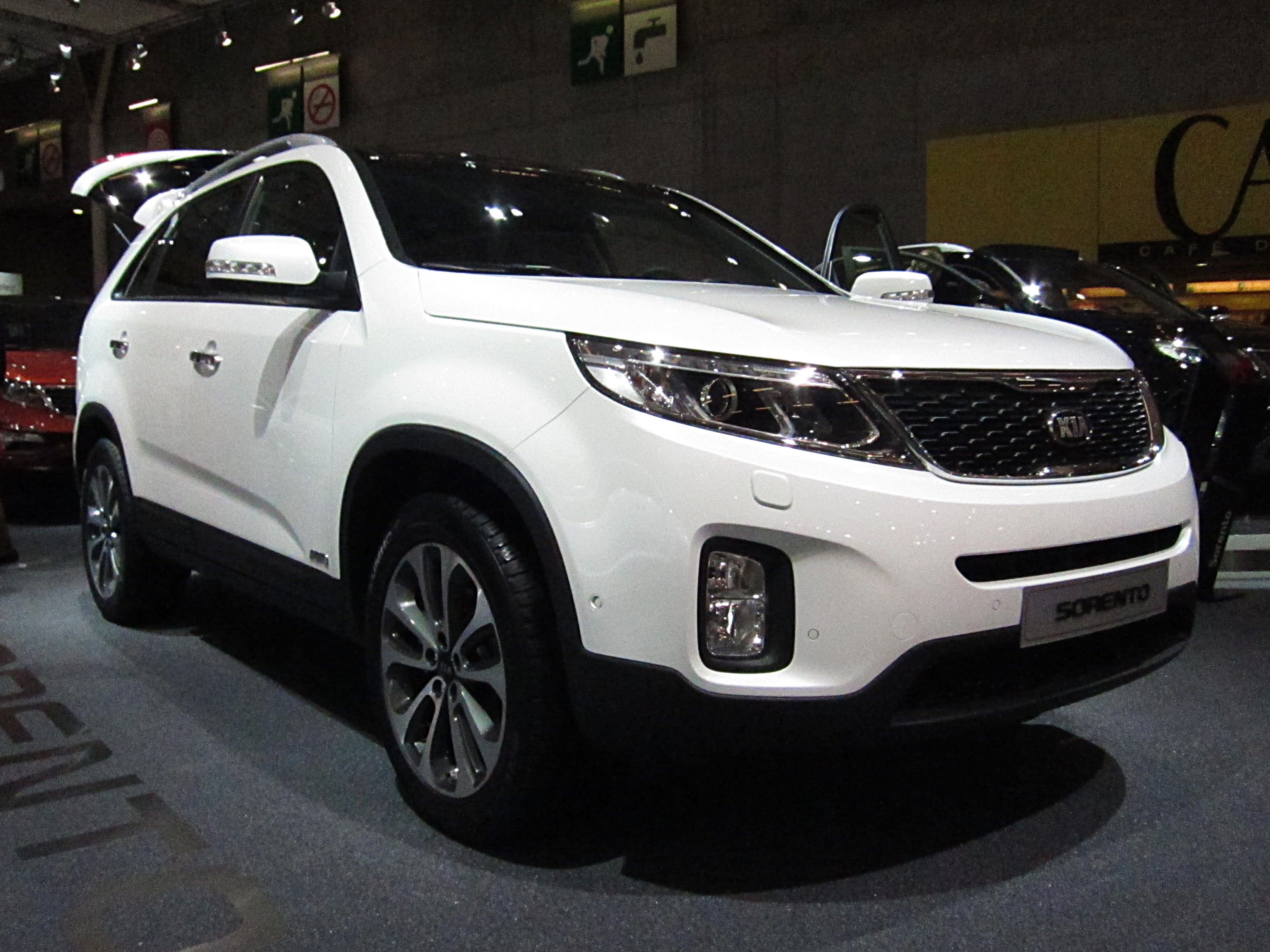
Sorento II restylé.
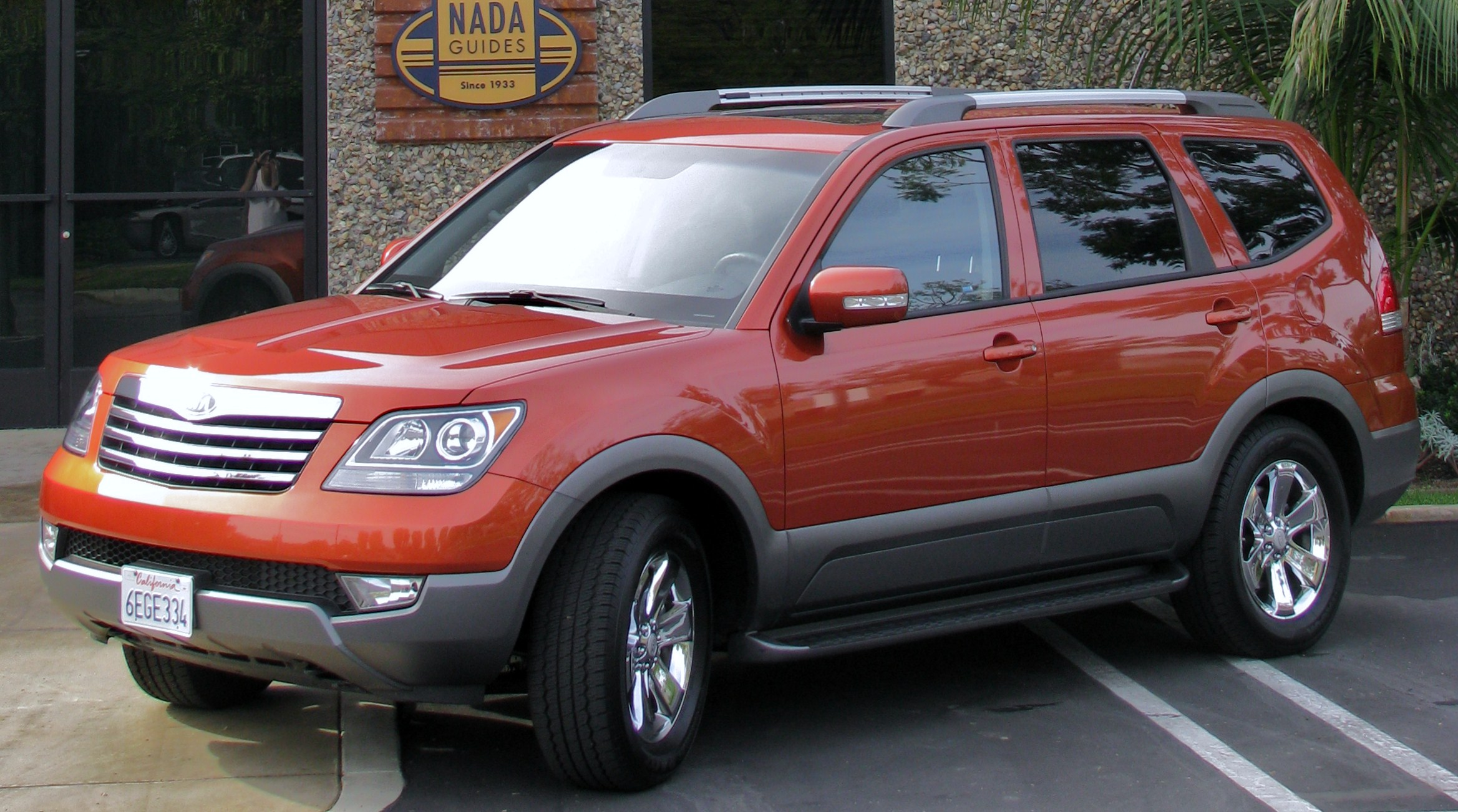
Borrego/Mohave.
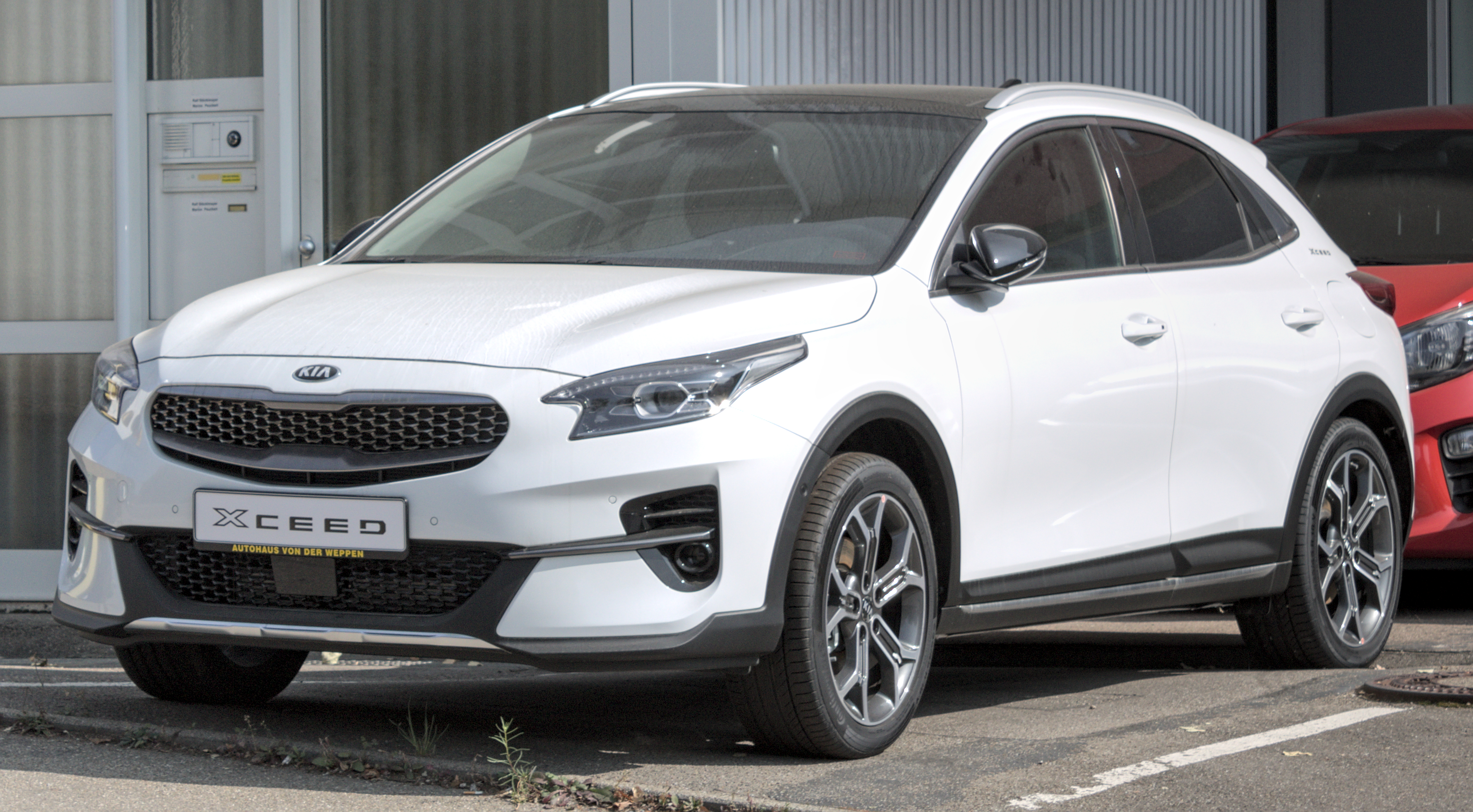
Xceed
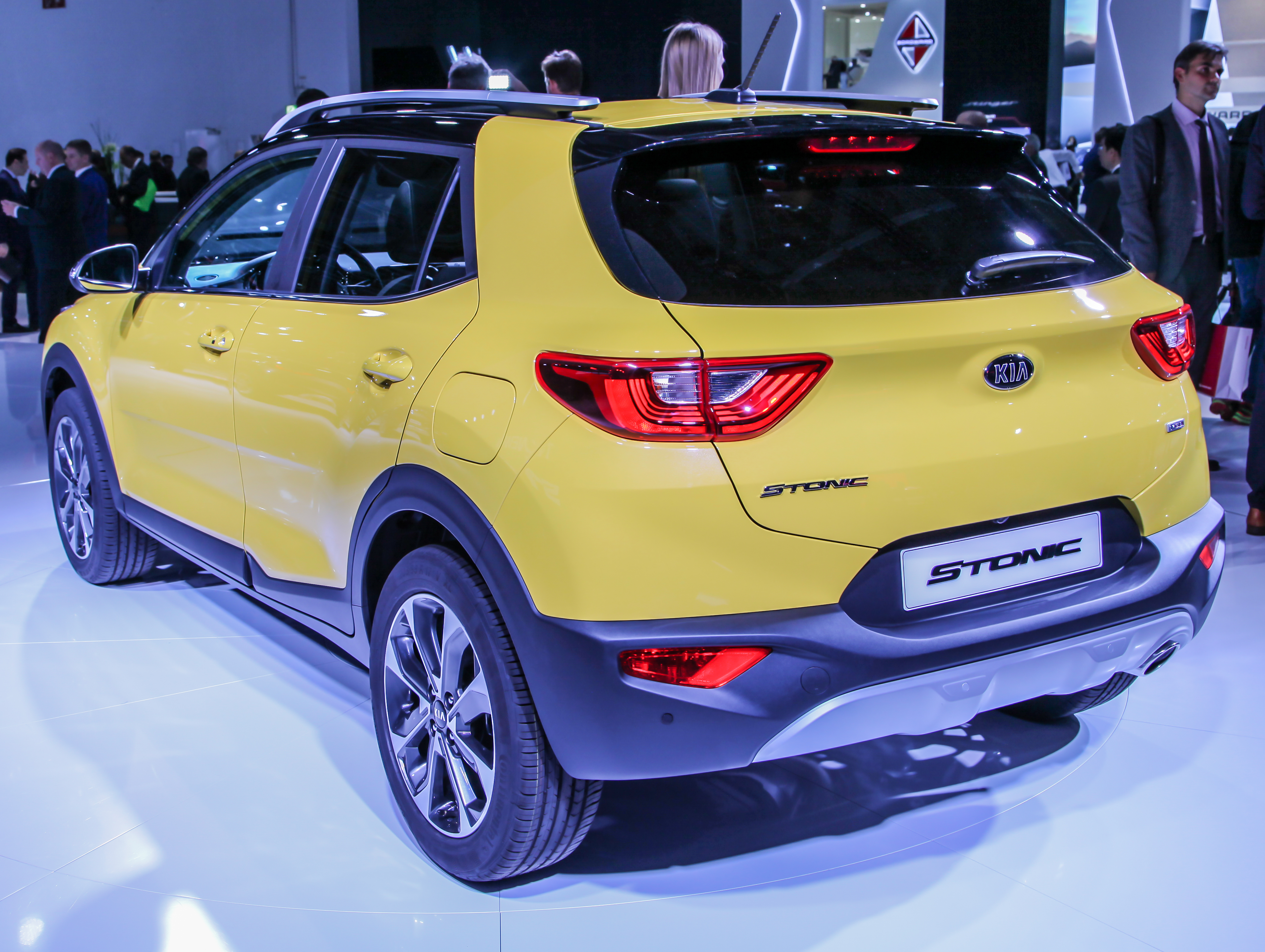
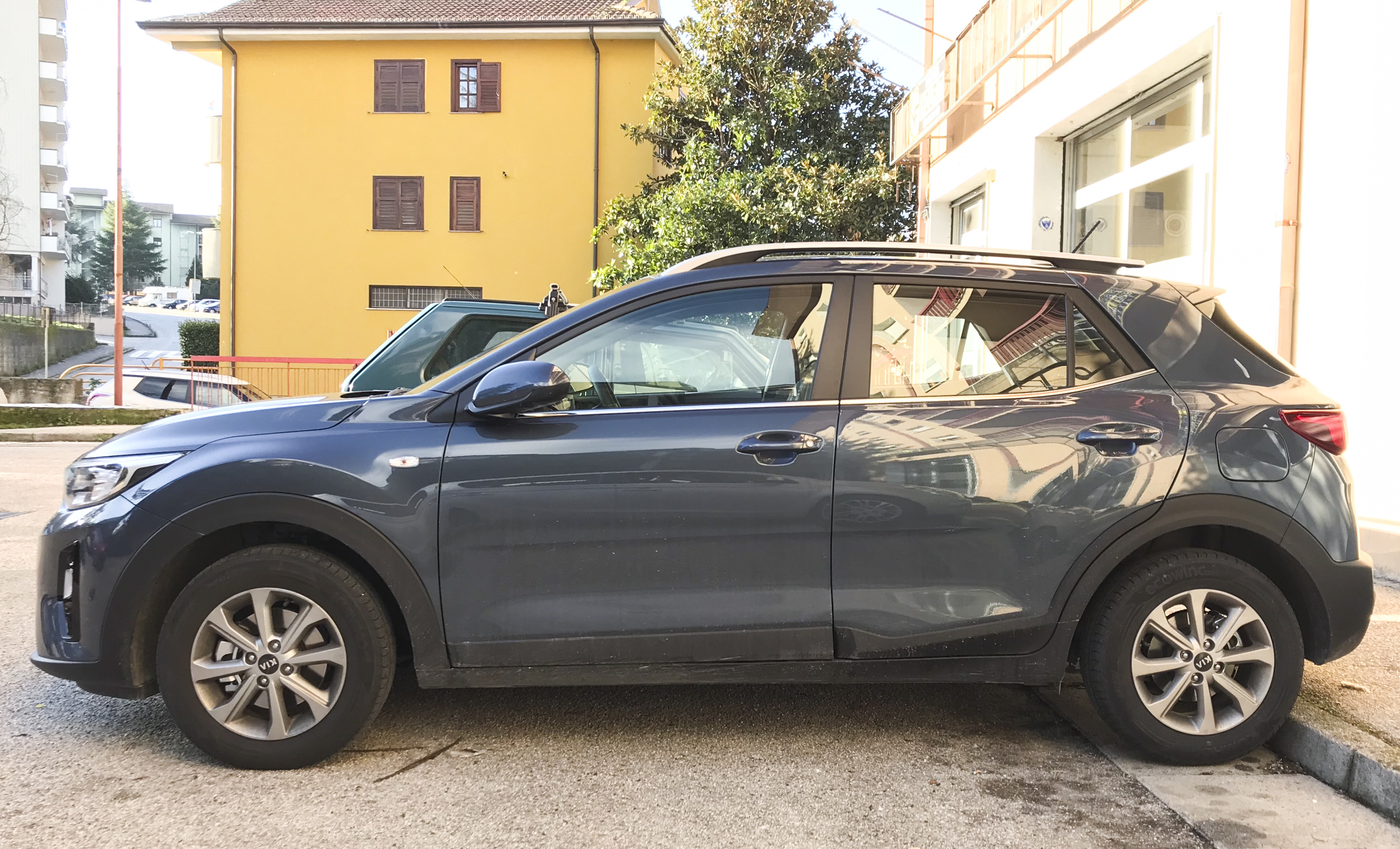
Kia Stonic

## Scandale des émissions des moteurs Diesel
En avril 2024, Hyundai Motor Group, comprenant Kia, a été condamnée en Allemagne à 58 millions d’euros d’amende pour fraude aux tests d’homologation: la société avait équipé ses véhicules de logiciels destinés à abaisser la mesure des oxydes d'azote lors de ces tests, une fraude également effectuée par plusieurs autres constructeurs.

## Identité visuelle

Logos de Kia Motors
Logo de 1953 à 1964.
Logo de 1964 à 1986.
Logo de 1986 à 1994.
Logo de 1994 à 2012.
Logo de 2012 à 2021.
Logo depuis 2021.